# Staufen im Breisgau
Staufen im Breisgau liegt im Landkreis Breisgau-Hochschwarzwald in Baden-Württemberg, Deutschland. Die Stadt hat rund 8500 Einwohner (31. Dezember 2022) und bildet zusammen mit der Gemeinde Münstertal einen Gemeindeverwaltungsverband und mit der Stadt Bad Krozingen ein Mittelzentrum südlich von Freiburg.

## Geographie

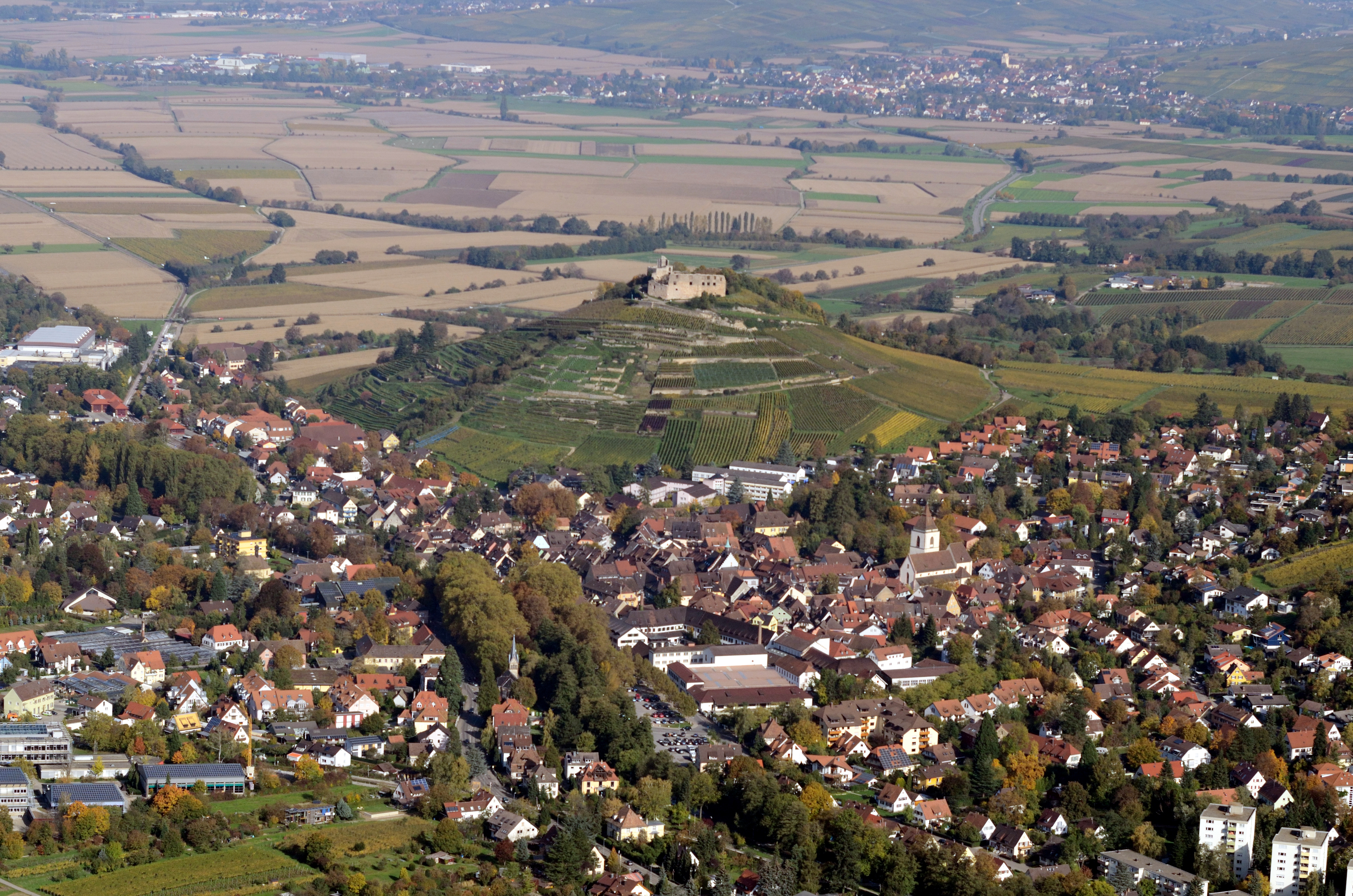
Luftbild von Staufen

### Geographische Lage
Staufen liegt am Fuße des Schwarzwalds am Ausgang des Münstertals. Das Tal des Neumagen geht hier direkt in die Rheinebene über, die Vorbergzone des Schwarzwalds ist weniger ausgeprägt. Nördlich des Talausgangs dominiert der sich steil erhebende Schlossberg, südwestlich beginnt die Hügellandschaft des Markgräflerlandes. Staufen liegt somit auf der Grenze zweier Natur- und Wirtschaftsräume; zum einen der Rheinebene bzw. der Vorbergzone mit dem Anbau von Getreide, Wein und Obst, zum anderen dem durch Viehhaltung und Forstwirtschaft und in früheren Zeiten durch Bergbau geprägten Schwarzwald. Das Gebiet der Stadt Staufen erstreckt sich von 260 m ü. NN im Norden bis auf 810 m ü. NN im Südosten. Die Stadt selbst wird vom Neumagen durchflossen.

### Geologie
Die Stadt liegt auf der Schwarzwaldrand-Verwerfung als tektonischer Grenze zwischen kristallinem Grundgebirge, das glazial überformt ist, und dem Oberrheingraben. Die zum Schwarzwaldkamm ansteigenden Höhenzüge bestehen vornehmlich aus Gneisen mit eingeschlossenen Porphyren, die Talebene aus vom Neumagen angelagerten Schotterflächen. Der wegen seiner Form manchmal fälschlich als Vulkankegel bezeichnete Schlossberg besteht als Teil der Vorbergzone hauptsächlich aus Braunjuraschollen und tertiärem Konglomerat; in der Vorbergzone treten weiterhin Buntsandstein, Braunjura, Schwarzjura, angelagerter Löss sowie Keuper auf.

### Stadtgliederung

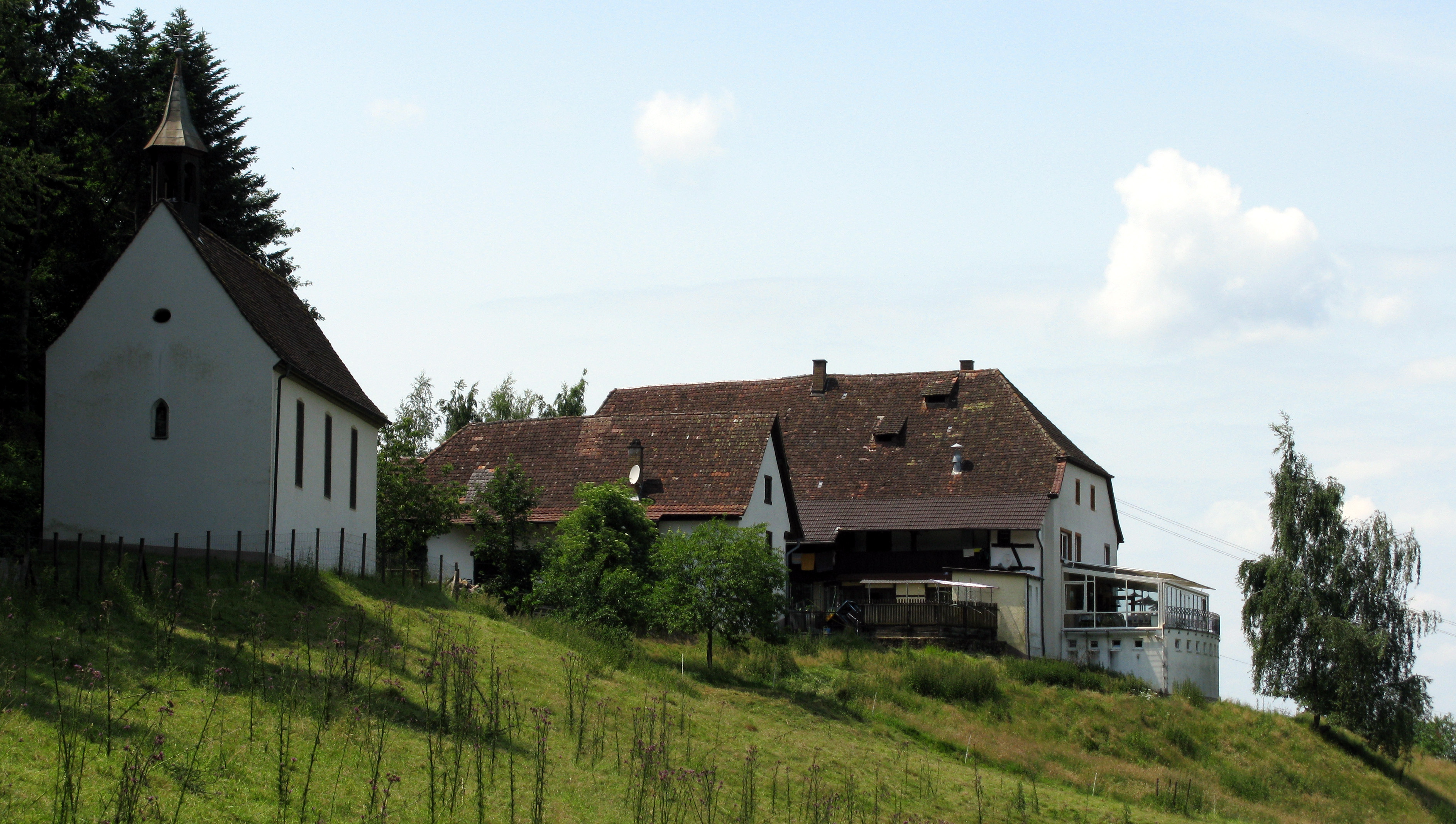
St. Gotthardhof

Zu Staufen im Breisgau mit den ehemals selbstständigen Gemeinden Grunern und Wettelbrunn gehören Staufen im Breisgau und 17 weitere Dörfer, Weiler, Höfe und Häuser. Zur ehemaligen Gemeinde Grunern gehören das Dorf Grunern, die Weiler Etzenbach und Kropbach, die an der Grenze zur Gemeinde Münstertal liegen, und die Höfe Hohacker, Sahlenbach, Schleifsteinhof und Schöneck. Zur Stadt Staufen im Breisgau in den Grenzen von 1970 gehören die Stadt Staufen im Breisgau, Kapelle und Haus St.-Johannes-Kapelle (Stationenberg), die Höfe Gutleuthaus, Rothof, St. Gotthardhof und die Wohnplätze An dem Hollnau-Buck, Burg-Café, Sägemühle und Wasenhaus. Zur ehemaligen Gemeinde Wettelbrunn gehört das Dorf Wettelbrunn. Die Orte Am Strenzleweg und Bötzen sind 1969 in Staufen in Breisgau aufgegangen, die abgegangene Ortschaft Burdeltzhusen liegt im Stadtteil Staufen im Breisgau.

### Nachbargemeinden
Staufen im Breisgau grenzt an die Gemeinden Ehrenkirchen, Münstertal/Schwarzwald, Sulzburg, Ballrechten-Dottingen, Heitersheim und Bad Krozingen.

### Klima
|                        | Jan  | Feb  | Mär  | Apr  | Mai  | Jun  | Jul  | Aug  | Sep  | Okt  | Nov  | Dez |   |      |
| Mittl. Temperatur (°C) | 2,7  | 3,3  | 6,7  | 10,4 | 14,2 | 19,0 | 21,3 | 20,0 | 15,4 | 10,7 | 6,5  | 4,1 | ⌀ | 11,2 |
| Mittl. Tagesmax. (°C)  | 6,2  | 7,7  | 12,3 | 16,8 | 20,4 | 25,3 | 27,6 | 27,0 | 22,2 | 16,2 | 10,5 | 8,0 | ⌀ | 16,7 |
| Mittl. Tagesmin. (°C)  | −0,8 | −0,7 | 1,2  | 3,8  | 8,0  | 12,6 | 13,8 | 13,3 | 9,2  | 5,8  | 2,5  | 0,3 | ⌀ | 5,8  |
|                        |      |      |      |      |      |      |      |      |      |      |      |     |   |      |
| Niederschlag (mm)      | 61   | 46   | 40   | 71   | 96   | 105  | 88   | 86   | 49   | 54   | 54   | 42  | Σ | 792  |
|                        |      |      |      |      |      |      |      |      |      |      |      |     |   |      |
| Regentage (d)          | 17   | 14   | 14   | 14   | 16   | 13   | 11   | 12   | 10   | 12   | 13   | 14  | Σ | 160  |

| −0,8 |

| −0,7 |

| 1,2 |

| 3,8 |

| 8,0 |

| 12,6 |

| 13,8 |

| 13,3 |

| 9,2 |

| 5,8 |

| 2,5 |

| 0,3 |

| −0,8 |

| −0,7 |

| 1,2 |

| 3,8 |

| 8,0 |

| 12,6 |

| 13,8 |

| 13,3 |

| 9,2 |

| 5,8 |

| 2,5 |

| 0,3 |

## Geschichte

### Vorgeschichte bis Frühmittelalter
Nur wenige Funde belegen eine vorgeschichtliche Begehung bzw. Besiedlung: Einige Feuersteinartefakte datieren in die Mittel- bzw. Jungsteinzeit, für die Bronzezeit wird aufgrund von Geländemerkmalen und Keramikbruchstücken eine Höhensiedlung der Urnenfelderkultur angenommen, dies gilt auch für eine eisenzeitliche Siedlung der Hallstattkultur.
Archäologisch direkt nachgewiesene Ansiedlungen setzen erst mit der römischen Kaiserzeit ein. Durch moderne archäologische Methoden wie die Luftbildarchäologie und geophysikalische Prospektion ist ein als villa rustica angesprochener Gebäudekomplex zwischen Staufen, Grunern und Kropbach gut dokumentiert, wenn auch nicht vollständig erfasst. Weitere römische Funde liegen auf dem Gebiet der mittelalterlichen Stadt bzw. am Schlossberg vor, deren Ausdehnung und genaue Zeitstellung bleibt jedoch aufgrund der mittelalterlichen Überbauung unklar.
In die Zeit der Völkerwanderung datieren alamannische Einzelfunde am Schlossberg wie beispielsweise ein sax (ein einseitiges Hiebschwert); Gräberfelder oberhalb von Wettelbrunn werden in die Merowingerzeit datiert.
Urkundlich wird Staufen erstmals im Lorscher Codex mit der am 16. April 770 erfolgten Schenkung von Gütern in pago Brisgowe, in villa Staufen (Dorf Staufen im Breisgau) an das Kloster Lorsch genannt. Weitere Schenkungen sind für die Jahre 772 bzw. 773 belegt; so ist auch aufgrund des St.-Martin-Patroziniums der späteren Stadtkirche von einer größeren Ansiedlung um einen fränkischen Herrenhof auszugehen.

### Hochmittelalter
Sehr früh ist die Bedeutung des Bergbaus urkundlich belegt: Im Jahr 1028 verlieh Kaiser Konrad II. Bergbaurechte bei Kropbach an den Bischof von Basel. Spuren des Bergbaus auf Silber und Blei sind im südlich des Weilers gelegenen Kropbachtal zu finden.
Die weitere Geschichte des Ortes ist eng mit den Herren von Staufen verbunden. Diese waren nicht verwandt mit dem Hochadelsgeschlecht der Hohenstaufen und hatten die Herrschaft Staufen fast 500 Jahre kontinuierlich zum Lehen (für ein teilweise angenommenes Allodialgut finden sich keine Belege). Die Kontinuität der Herrschaft über ein halbes Jahrtausend hinweg ist auch deswegen bemerkenswert, weil die Herren von Staufen üblicherweise das Erbe unter den Gliedern der Familie aufteilten.

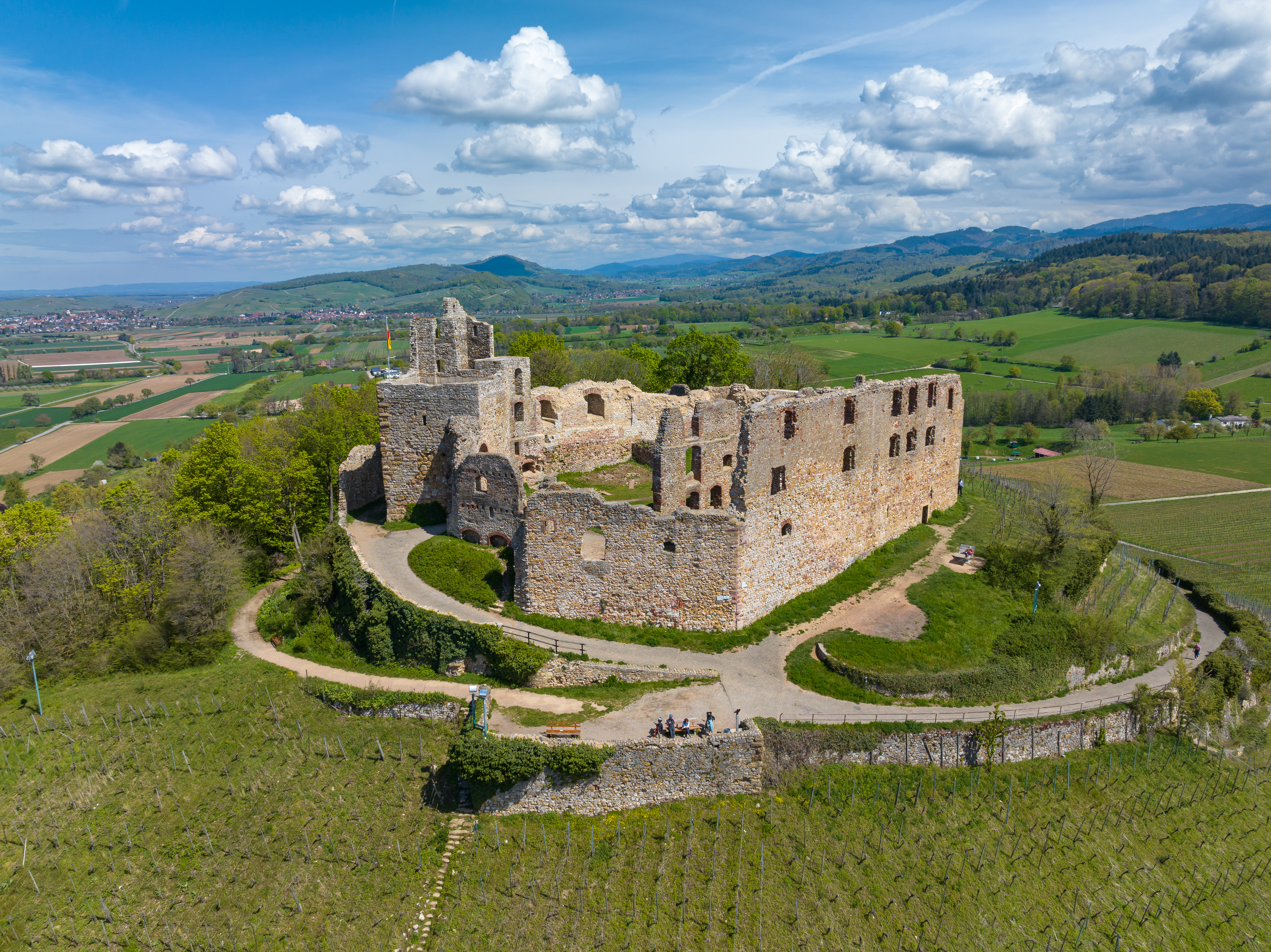
Blick auf die Burgruine Staufen

Für das Jahr 1111 wird im Rotulus Sanpetrinus, dem Schenkungsverzeichnis des Klosters St. Peter, erstmals ein Adelbert von Staufen erwähnt, der Eigengüter im Nachbarort Ballrechten an das Kloster überträgt. Die gleiche Quelle belegt die Herren von Staufen als Ministeriale der Herzöge von Zähringen, ebenso eine Urkunde der Abtei Cluny von 1115. Adalbert dürfte bereits eine Burg in oder bei Staufen besessen haben; ob es sich dabei bereits um die noch heute sichtbare Burg Staufen handelte, ist fraglich. Deren Entstehung wird jedoch im Laufe des 12. Jahrhunderts angenommen.
Die Herren von Staufen entstammen einer Nebenlinie derer von Blankenberg, die ihren Sitz vermutlich auf einem kleinen Berg bei Opfingen hatten und im Dreisamtal über Besitz verfügten. Wie auch bei deren Verwandten, den Herren von Weiler und den Herren von Falkenstein, handelt es sich wahrscheinlich um alten Adel, der mit dem Vordringen der Zähringer in die Ministerialität eintrat, und somit nicht um ursprünglich unfreie Dienstmänner der Zähringer. Eine besondere Stellung der Herren von Staufen unter den Zähringern ist durch die Übernahme des Hofamts des Marschalls belegt.
Fraglich ist, wer die Herren von Staufen neben Staufen selbst mit ihren Haupteinnahmequellen, der Vogtei über das Kloster St. Trudpert und dem Bergregal im Münstertal, belehnte. Als Vögte sind sie erstmals 1211 nachgewiesen, jedoch können aufgrund der Stiftung eines silbernen Vortragekreuzes aus dem Jahr 1175 mit den Bildern der Stifter Anna und Gottfried von Staufen ältere Rechte postuliert werden. Aufgrund des Ministerialenverhältnisses zu den Zähringern wurde lange Zeit von einem zähringerischen Lehen ausgegangen, obwohl sich dafür keine Schriftquellen finden.
Möglich erscheint ein durch die im Kaiserstuhl beheimateten Herren von Üsenberg erhaltenes Afterlehen des Bistums Basel. Neben anderen Lehen ist dies für den Teilort Grunern belegt; weiterhin bezieht sich auch die erste Erwähnung der Burg Staufen 1248 auf die Anwesenheit zweier Üsenberger, die auf der Burg einen Vertrag mit dem Kloster Tennenbach abschließen.
Dem wird entgegengehalten, dass die Herren von Staufen als Zeugen des Vertrages wie die anderen Zeugen auch dem Gefolge der Erben der Zähringer zuzuordnen sind. Die Wahl der Burg Staufen als Beurkundungsort belegt zumindest, dass die Stellung der Herren von Staufen durch Beziehungen zu verschiedenen Herrschaftsträgern gekennzeichnet war.
Interessanterweise werden weder die Üsenberger noch die Zähringer oder ihre Erben im Zusammenhang mit den Rechten der Herren von Staufen im Münstertal genannt (die Quellenlage ist allerdings aufgrund späterer Fälschungen des Klosters St. Trudpert dürftig, das benachbarte Möhlintal bei St. Ulrich wie das Tal des Neumagens sind zumindest in davon unabhängigen Verträgen über Rechte der Erben der Zähringer ausgenommen).
Da spätere Streitigkeiten mit Kloster über Bergwerksrechte im Münstertal vor dem Bischof von Straßburg ausgetragen wurden, erscheint auch eine Belehnung durch deren Rechtsvorgänger, den Anfang des 13. Jahrhunderts ausgestorbenen Grafen von Nimburg, möglich. Herzog Berthold V. von Zähringen erkennt zumindest für das Möhlintal 1214 die Obervogtei der Straßburger Bischöfe an. Letztlich bleibt die hochmittelalterliche Geschichte Staufens und die Herrschaftsbildung der Herren von Staufen ungeklärt.

### Spätmittelalter
Nach dem Aussterben der Zähringerherzöge 1218 versuchten ihre Erben im Breisgau, die Grafen von Urach (die sich später aufgrund des Verlustes des namensgebenden Stammsitzes „Grafen von Freiburg“ nannten), die Lehnshoheit über Staufen in Anspruch zu nehmen, was aber von den Herren von Staufen für Staufen selbst, nicht jedoch für andere Lehen, bestritten wurde. Weiterhin scheinen die Herren von Staufen auch unter den Grafen von Freiburg das Amt des Marschalls innegehabt zu haben, in einem Vertrag der Grafen aus dem Jahr 1239 wurden sie als deren Ministeriale bezeichnet, nannten sich jedoch selbst in einem Vertrag mit dem Bischof von Basel 1258 nobilis vir.
In das gleiche Jahr datiert ein Münzvertrag zwischen Marschall Gottfried von Staufen und der Stadt Freiburg zum Schutz des Breisgauer Pfennigs. Möglicherweise war er weniger Ausdruck der Einigkeit der beteiligten Parteien, sondern eher Vorbote der später offen ausgebrochenen Konflikte. Die Entwicklung von Staufen zur Stadt stand in engem Zusammenhang mit diesen Auseinandersetzungen. Staufen wurde 1269 noch als villa bezeichnet, die Kirche ist 1275 als eigenständige Pfarrei belegt.
Von einer ersten Fehde zwischen den Herren von Staufen und der Stadt Freiburg wird aus den Jahren 1280/81 berichtet. Eine Urfehde mit Freiburg ab dem Jahr 1306 endete mit einer Niederlage der Herren von Staufen, die als Sühneleistung ab 1309 der Stadt Freiburg für zehn Jahre Kriegsfolge leisten mussten. 1313 brach eine nicht näher beschriebene Seuche im Breisgau aus, die auch Staufen traf. In der Folge trat 1315–1317 eine Hungersnot ein; zwischen 1321 und 1325 mussten Glieder der Familie der Herren von Staufen sogar ihre Anteile an der Burg Staufen verpfänden.
Staufen selbst wird 1323 in einer Urkunde des Heiligen-Geist-Spitals in Freiburg erstmals als Stadt bezeichnet (für das oft genannte Gründungsdatum 1280 finden sich keine Belege). Möglicherweise lag kein eigentlicher Gründungsakt vor, sondern vielmehr ein stetiges Wachstum von einem Marktort hin zur aufgrund der Konflikte mit einer Stadtmauer umgebenen Stadt.
Im Stadtbild zeichnet sich neben dem Komplex um die Kirche und dem anschließenden kleingliedrigen dörflichen Siedlungskern eine ehemals breite Marktstraße ab. Die Gründung von Staufen als Markt für und zur Kontrolle über die ältere, später abgegangene, reine Bergbaustadt Münster im Münstertal scheint wahrscheinlich. Möglicherweise wollten die Herren von Staufen auch ihren wirtschaftlichen Einfluss auf die nördlich liegenden Bergbaureviere im Möhlintal und die südlich gelegene Bergwerksstadt Sulzburg, deren einstiger Markt sich aufgrund der engen Tallage weit in der Rheinebene befand, ausweiten.
1325/26 befanden sich die Herren von Staufen in einem Kleinkrieg mit Freiburg um den Bergbau im Münstertal und widerstanden dabei angeblich einer Belagerung. Der Konflikt wurde zu Ungunsten der Herren von Staufen im April 1326 beigelegt, möglicherweise aufgrund des spätestens 1327 erfolgten Erwerbs von pfandschaftlichen Anteilen an der Burg Staufen durch die Stadt Freiburg.
1350 grassierte der Schwarze Tod auch in Staufen; weiterhin wird von Zerstörungen durch das Basler Erdbeben von 1356 berichtet. 1369 wurden die Einkünfte der Stadt Staufen an Freiburger Kaufleute verpfändet; die Freiherren von Staufen mussten 1370 die Oberlehnshoheit der Grafen von Freiburg akzeptieren.
Die Herren von Staufen näherten sich jedoch den seit 1368 im Breisgau erstarkten Habsburgern an; unter den Gefallenen der Schlacht bei Sempach von 1386 befanden sich auch Gottfried und Hans-Ullrich von Staufen. Weiterhin beruhigten sich die Konflikte der Freiherren mit dem Kloster St. Trudpert und der Stadt Freiburg, seitdem sich alle Beteiligten an die Habsburger gebunden hatten.
In der Folge wurde die Stadt Staufen ein Teil Vorderösterreichs; die Freiherren bekleideten ab dem 15. Jahrhundert verschiedene habsburgische Amtsposten in Vorderösterreich. In dieser Phase kam es möglicherweise auch zu einer Erweiterung der Stadt (im Stadtbild ist im Anschluss an die damals noch breite Marktstraße eine Verschiebung der Straßenachse mit Ausrichtung auf die Burg erkennbar, die zu dieser Zeit einen neuen Palas mit repräsentativer Front zur Stadt hin erhielt); weiterhin wurde 1487 die Stadtkirche St. Martin in ihrer heutigen Form errichtet.

### Neuzeit

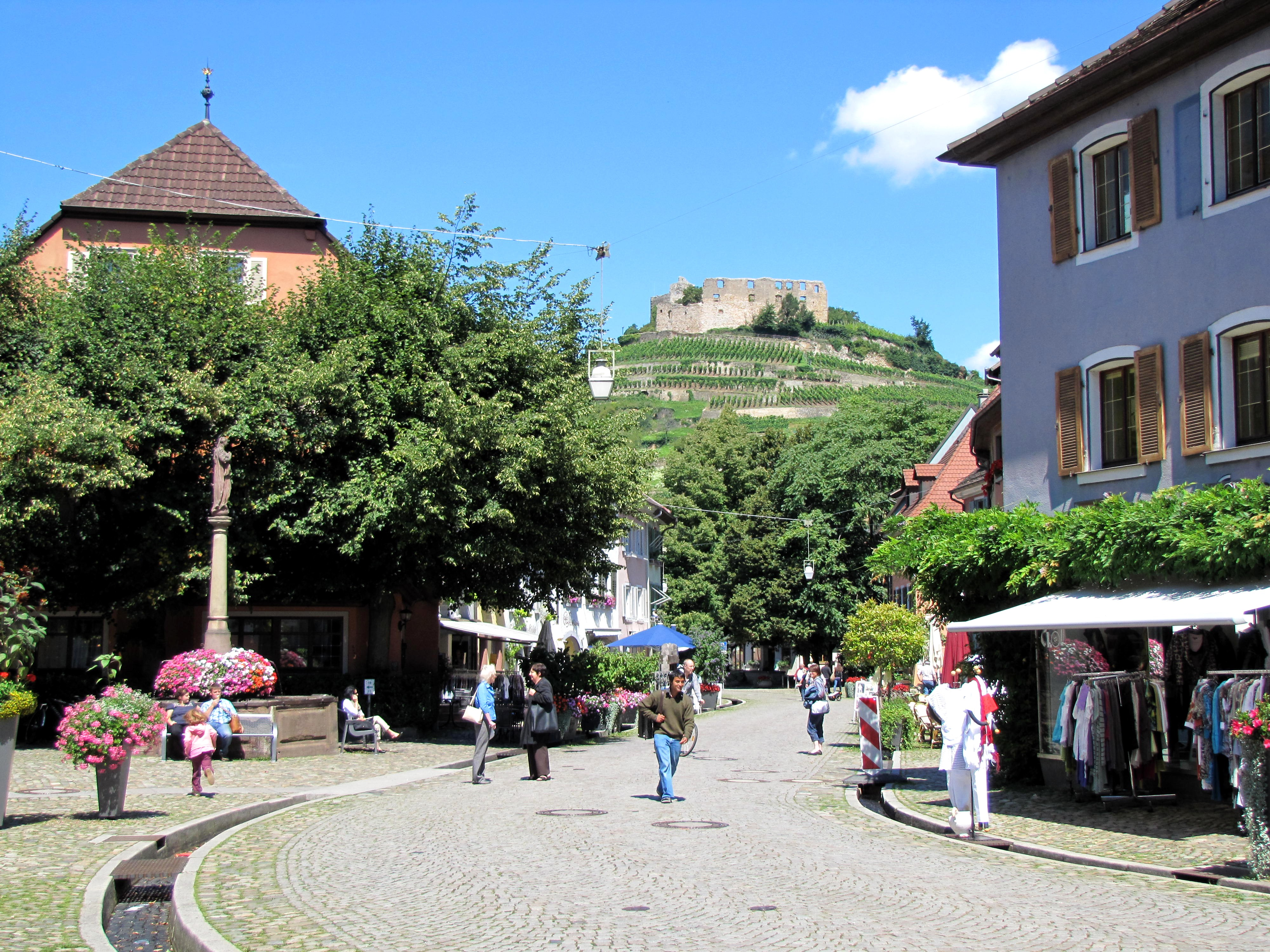
Blick durch die Hauptstraße nach Norden zur Burg

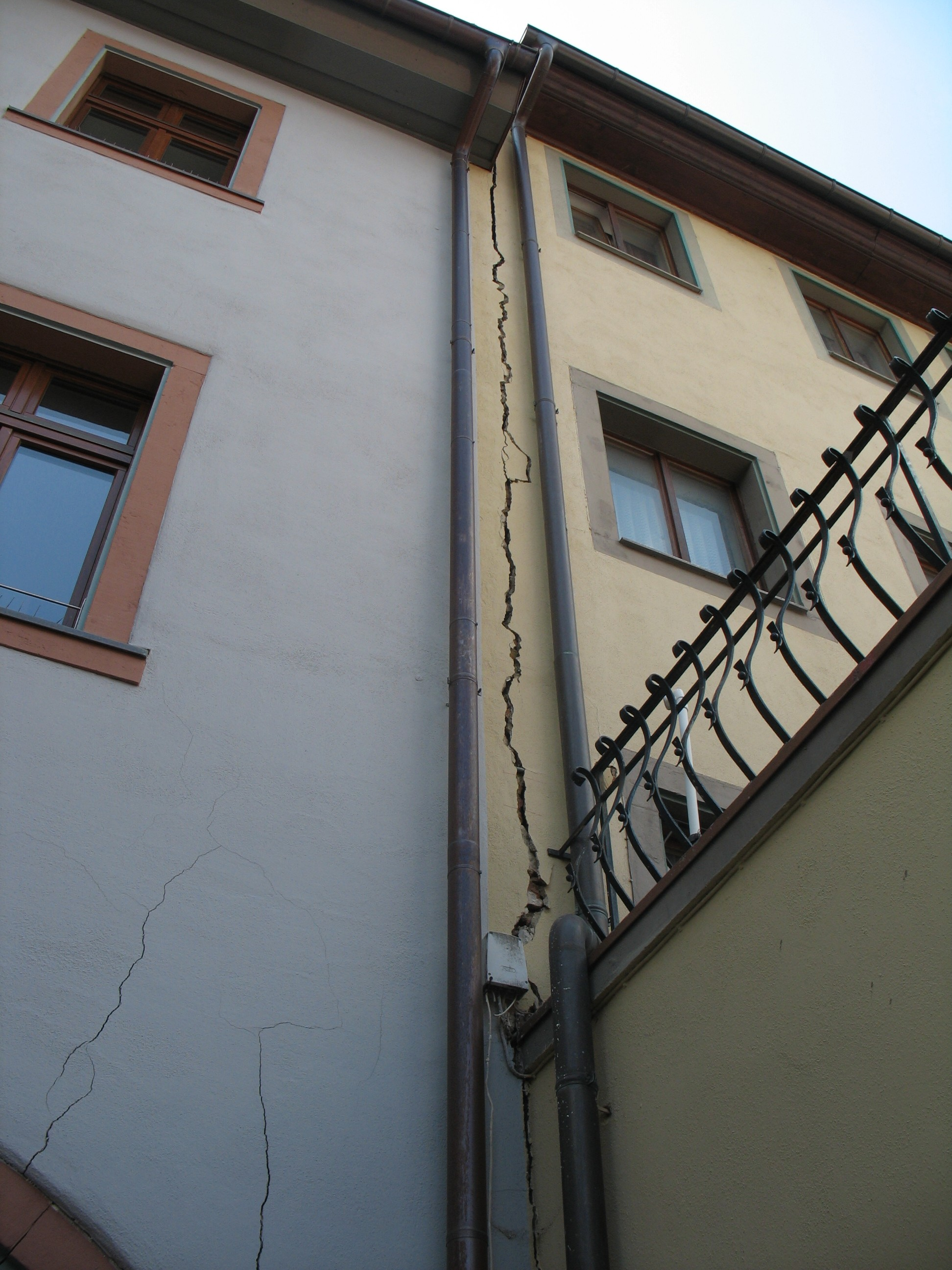
Risse an einem Gebäude in Rathausnähe (2009)

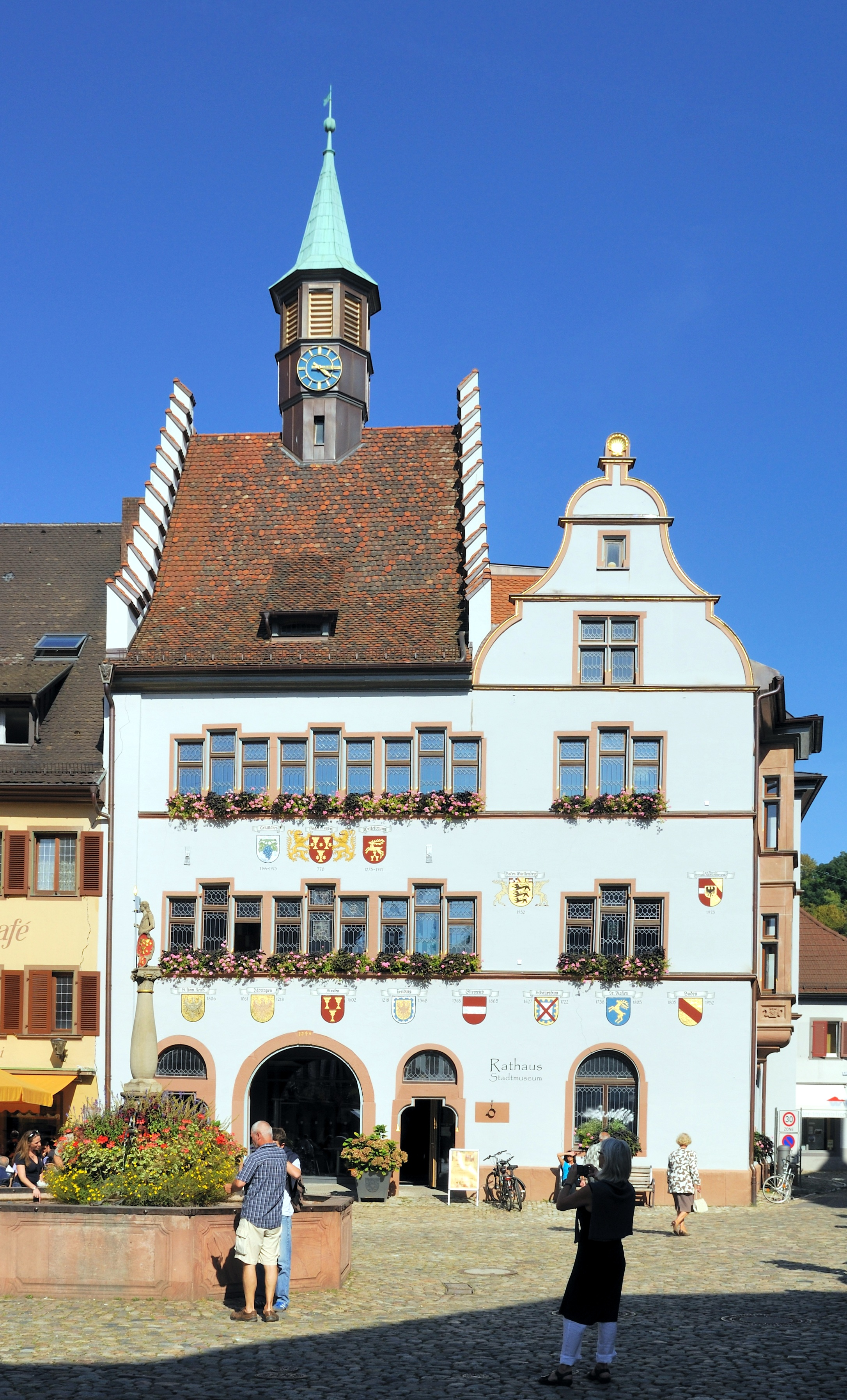
Rathaus von Staufen

#### Frühe Neuzeit
1602 erlosch das Geschlecht derer von Staufen durch den Tod des letzten Freiherrn. Burg, Stadt und sämtliche Lehen fielen an Österreich. Schwedische Truppen besetzten im Dreißigjährigen Krieg die Stadt und brannten 1632 die Burg nieder. Vorübergehend war Staufen dann an die Herren von Schauenburg verpfändet und kam 1738 an das Kloster St. Blasien im Hochschwarzwald.

#### 19. Jahrhundert
1806 kam Staufen mit dem Breisgau an das Großherzogtum Baden. Am 24. September 1848 stellten reguläre Truppen während der Badischen Revolution bei Staufen die badischen Freischärler unter Gustav Struve und besiegten sie im Gefecht um Staufen, wodurch der Struve-Putsch beendet wurde. Nach dem Gefecht kam es am 25. September mit dem Tod der Weiler Musikanten zu einem gravierenden Rechtsbruch durch die großherzoglich badischen Truppen.

#### 20. Jahrhundert
Die Zeit des Ersten Weltkriegs in Staufen hielt der Stadtchronist und Fotograf Rudolf Hugard (1863–1922), Bruder des Bürgermeisters Albert Hugard (1855–1926, Bürgermeister 1889–1923), in einem ausführlichen Tagebuch für die Jahre 1914 bis 1919 fest.
Entscheidenden Einfluss auf die Etablierung des Nationalsozialismus hatten einzelne Lehrer vor Ort.
Gegen Ende des Zweiten Weltkriegs, am 8. Februar 1945, wurde Staufen Opfer eines alliierten Luftangriffs. Er richtete schwere Zerstörungen an und legte die Innenstadt in Schutt. Zeitzeugen berichten, dass in Staufen zum Zeitpunkt des Angriffs viele deutsche Truppen stationiert waren, die aus Frankreich abgezogen worden waren. Es heißt, dass französische Piloten, die britische Flugzeuge flogen, die Eisenbahnbrücke zerstören wollten, da diese für den Rückzug der deutschen Truppen wichtig war.
Den Namenszusatz im Breisgau trägt die Stadt seit dem 4. März 1965. Am 1. Juli 1971 wurde Wettelbrunn eingemeindet. Am 1. Januar 1973 kam Staufen, das bis 1936 Sitz des badischen Bezirksamts Staufen war und danach zum Bezirksamt Müllheim (ab 1939 Landkreis Müllheim) gehörte, zum neugebildeten Landkreis Breisgau-Hochschwarzwald. Die Eingemeindung von Grunern erfolgte am 1. Januar 1974.

#### Hebungsrisse
Geothermie-Bohrungen für die Heizung des renovierten Rathauses führten ab dem Jahr 2007 zur Hebung der Altstadt, die bis Oktober 2010 Risse in 268 Häusern verursachte, von denen 127 besonders stark beschädigt wurden. Bis September 2012 konnte die Hebung von monatlich einem Zentimeter auf drei Millimeter reduziert werden. 2020 rechnete das Land damit, dass dauerhaft Grundwasser abgepumpt werden müsse, um Gebäudeschäden zu vermeiden.

## Politik

### Gemeinderat
Die Kommunalwahlen seit 2009 führten in Staufen zu folgenden Ergebnissen:
| Parteien und Wählergemeinschaften | Parteien und Wählergemeinschaften           | 2019   | 2019   | 2014   | 2014   | 2009   | 2009   |
| Parteien und Wählergemeinschaften | Parteien und Wählergemeinschaften           | %      | Sitze  | %      | Sitze  | %      | Sitze  |
| --------------------------------- | ------------------------------------------- | ------ | ------ | ------ | ------ | ------ | ------ |
| FWG                               | Freie Wählergemeinschaft                    | 31,9   | 7      | 33,6   | 8      | 37,4   | 8      |
| CDU                               | Christlich Demokratische Union Deutschlands | 22,0   | 5      | 28,9   | 7      | 29,4   | 7      |
| GRÜNE                             | Bündnis 90/Die Grünen*                      | 31,0   | 7      | 21,4   | 5      | 18,6   | 4      |
| SPD                               | Sozialdemokratische Partei Deutschlands     | 15,1   | 3      | 16,1   | 4      | 14,6   | 3      |
| Gesamt                            | Gesamt                                      | 100    | 22     | 100    | 24     | 100    | 22     |
| Wahlbeteiligung                   | Wahlbeteiligung                             | 68,3 % | 68,3 % | 59,0 % | 59,0 % | 60,7 % | 60,7 % |

* bis 2009: Umweltliste Staufen, 2014: Umweltliste Staufen/Die Grünen
Nach der Kommunalwahl am 9. Juni 2024 verteilen sich die 18 Sitze im Gemeinderat folgendermaßen:
| Partei / Liste                | Stimmenanteil | Sitze |
| CDU                           | 27,0 %        | 4     |
| Umweltliste (ULS)/Die Grünen  | 22,6 %        | 4     |
| SPD                           | 15,8 %        | 3     |
| AfD                           | 03,4 %        | 1     |
| Freie Wähler                  | 27,6 %        | 5     |
| Unabhängige Bürgerliste (UBS) | 03,6 %        | 1     |

### Bürgermeister
Der parteilose Bürgermeister Michael Benitz ist seit 2001 im Amt. Vorher war er im Landratsamt Breisgau-Hochschwarzwald beschäftigt.
Bei der Bürgermeisterwahl am 24. September 2017 wurde er mit 96,1 % der gültigen Stimmen ohne Gegenkandidatur zum wiederholten Mal im Amt bestätigt.
Im Dezember 2024 kündigte Benitz an, bei der nächsten Bürgermeisterwahl im Herbst 2025 nicht wieder anzutreten.

### Wappen
Blasonierung: „In Rot drei goldene, mit ebensolchen Patenen gedeckte Kelche (2:1), begleitet von fünf goldenen sechszackigen Sternen.“
Das Stadtwappen der Stadt Staufen beruht auf dem Wappen der Freiherren von Staufen, das in Rot drei goldene, mit Patenen gedeckte Kelche (2:1) führte.
Die Wappen beziehen sich auf die beherrschende Stellung des Schlossbergs über der Rheinebene und gehen auf die Doppelbedeutung des germanischen Substantivs stauf zurück, das sowohl für Becher als auch für kegelförmiger Berg stehen kann und in alemannischer Zeit namensgebend für die Siedlung wurde.

### Städtepartnerschaften
Staufen unterhält folgende Städtepartnerschaften
- Bonneville, Département Haute-Savoie (Frankreich), seit 1963
- Kazimierz Dolny, Woiwodschaft Lublin (Polen), seit 1994

Im Herbst 2018 wurde eine Absichtserklärung zur Entwicklung einer Freundschaft mit der argentinischen Stadt Dolores (Buenos Aires) unterzeichnet, wobei der argentinische Tango das verbindende Element ist.

### Zweckverband
Staufen ist Mitglied im Grenzüberschreitenden örtlichen Zweckverband Mittelhardt-Oberrhein, der auf Basis des Karlsruher Übereinkommens die grenzüberschreitende kommunale Zusammenarbeit von Gemeinden im Elsass und Baden fördert.

## Wirtschaft und Infrastruktur

### Verkehr

#### Bahnverkehr

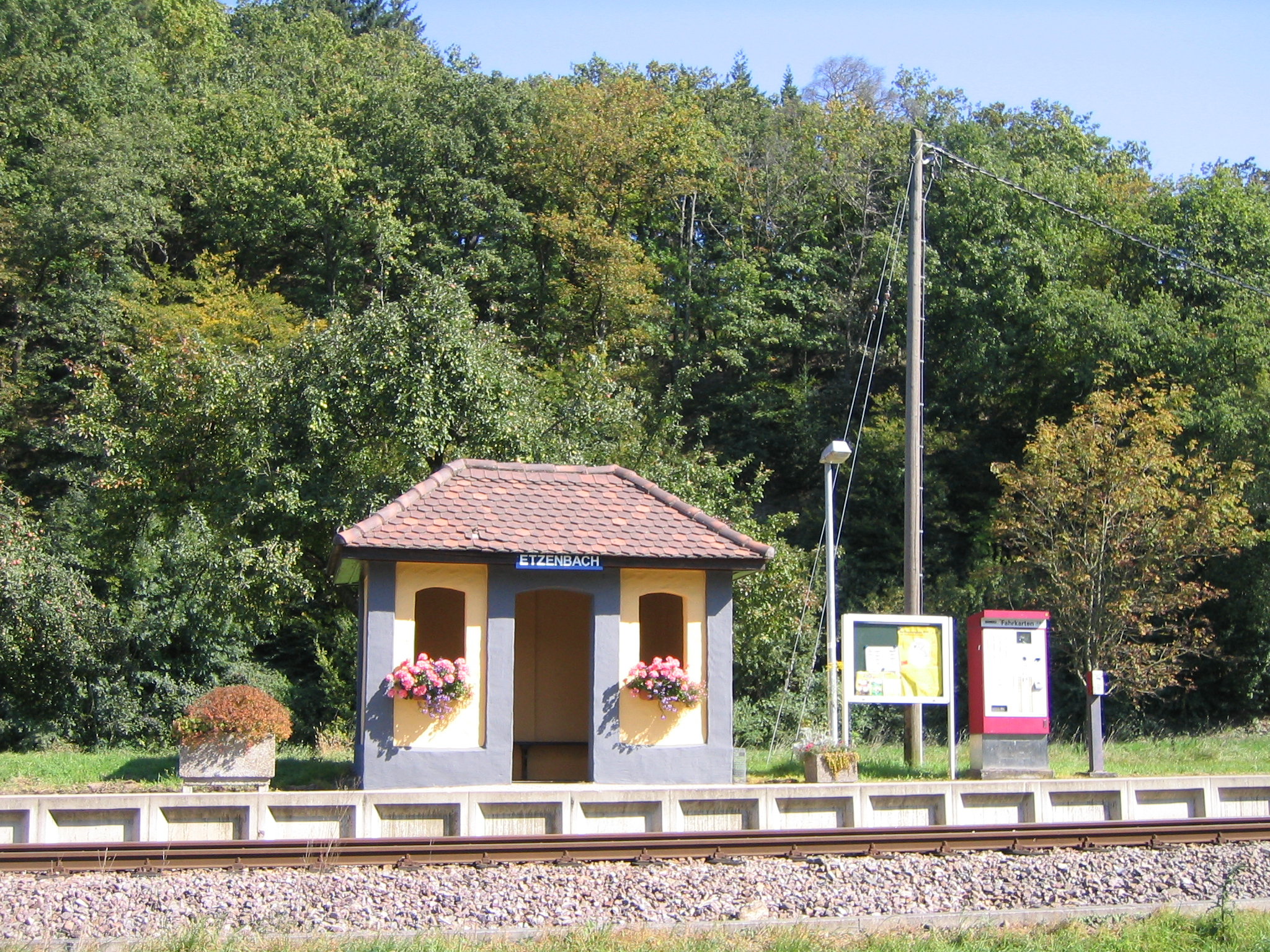
Eisenbahn-Haltepunkt Etzenbach

Staufen liegt an der Münstertalbahn, die von Bad Krozingen nach Münstertal/Schwarzwald führt und seit 2013 elektrifiziert ist. Die Stadt ist damit an die Rheintalbahn von Karlsruhe nach Basel angeschlossen. Die Münstertalbahn ist eine Nebenbahn, die von der SWEG betrieben wird. Der Nahverkehr kann nach dem Tarif des Regio-Verkehrsverbund Freiburg benutzt werden. Bis zum Jahr 1969 gab es noch einen Zweig der Bahn von Staufen nach Sulzburg.

#### Radverkehr
Ab 2026 soll Staufen am Fahrradverleihsystem Frelo teilnehmen. Im Stadtgebiet sollen insgesamt vier Stationen entstehen, davon jeweils eine in den Teilorten Wettelbrunn und Grunern. Weitere Stationen bestehen bereits in der Nachbarstadt Bad Krozingen.
Durch Staufen verläuft als Landes-Radfernweg der Badische Weinradweg. Er führt von Grenzach-Wyhlen nach Heitersheim und über die Staufener Stadtteile Wettelbrunn und Grunern in die Kernstadt. Weiter verläuft der Radfernweg über Bad Krozingen nach Schallstadt. Das Ziel des Weges ist Laudenbach im Norden Baden-Württembergs.
Von Staufen aus führt ein Radweg entlang der Münstertalbahn nach Untermünstertal. Entlang der L 125 nach Süden führt ein Radweg nach Grunern und weiter nach Ballrechten-Dottingen und Sulzburg. Von Grunern aus besteht ein Anschluss nach Wettelbrunn und weiter nach Heitersheim. Nach Norden verläuft ein Radweg nach Ehrenkirchen parallel zur L 125 mit Anschluss an den Radschnellweg von Freiburg nach Bad Krozingen. Nach Westen führt ein Radweg südlich parallel zum Neumagen nach Bad Krozingen.

### Ansässige Unternehmen
- Die OWIS GmbH, ein Hersteller von optischen Strahlführungs-, Positionier- und Nano-Positioniersystemen. Das Unternehmen hatte im Jahr 2007 nach eigener Auskunft ca. 50 Mitarbeiter.
- IKA, Jahnke & Kunkel GmbH & Co. KG, ein führender Hersteller von Laborgeräten, Analysegeräten und prozesstechnischen Maschinen und Anlagen, mit weltweiten Niederlassungen, hatte in den letzten Jahren durchschnittlich etwas über 300 Mitarbeiter am Standort Staufen.
- Alfred Schladerer, Alte Schwarzwälder Hausbrennerei GmbH, einer der führenden Anbieter von Marken-Obstbränden.
- Stadtwerke MüllheimStaufen GmbH, Energieversorgung für die Städte Müllheim und Staufen.
- Bilcare Research GmbH, Hersteller von Hart-PVC-Folien.
- Obstparadies Staufen, Biolandbetrieb, der Obst und obsthaltige Getränke herstellt, Sieger im Bundeswettbewerb Ökologischer Landbau 2019.

### Gerichte
Die Stadt ist Sitz des Amtsgerichts Staufen im Breisgau.

### Medien
Über das Lokalgeschehen in Staufen im Breisgau berichten die Badische Zeitung und die Wochenzeitung ReblandKurier.

### Freizeit- und Sportanlagen

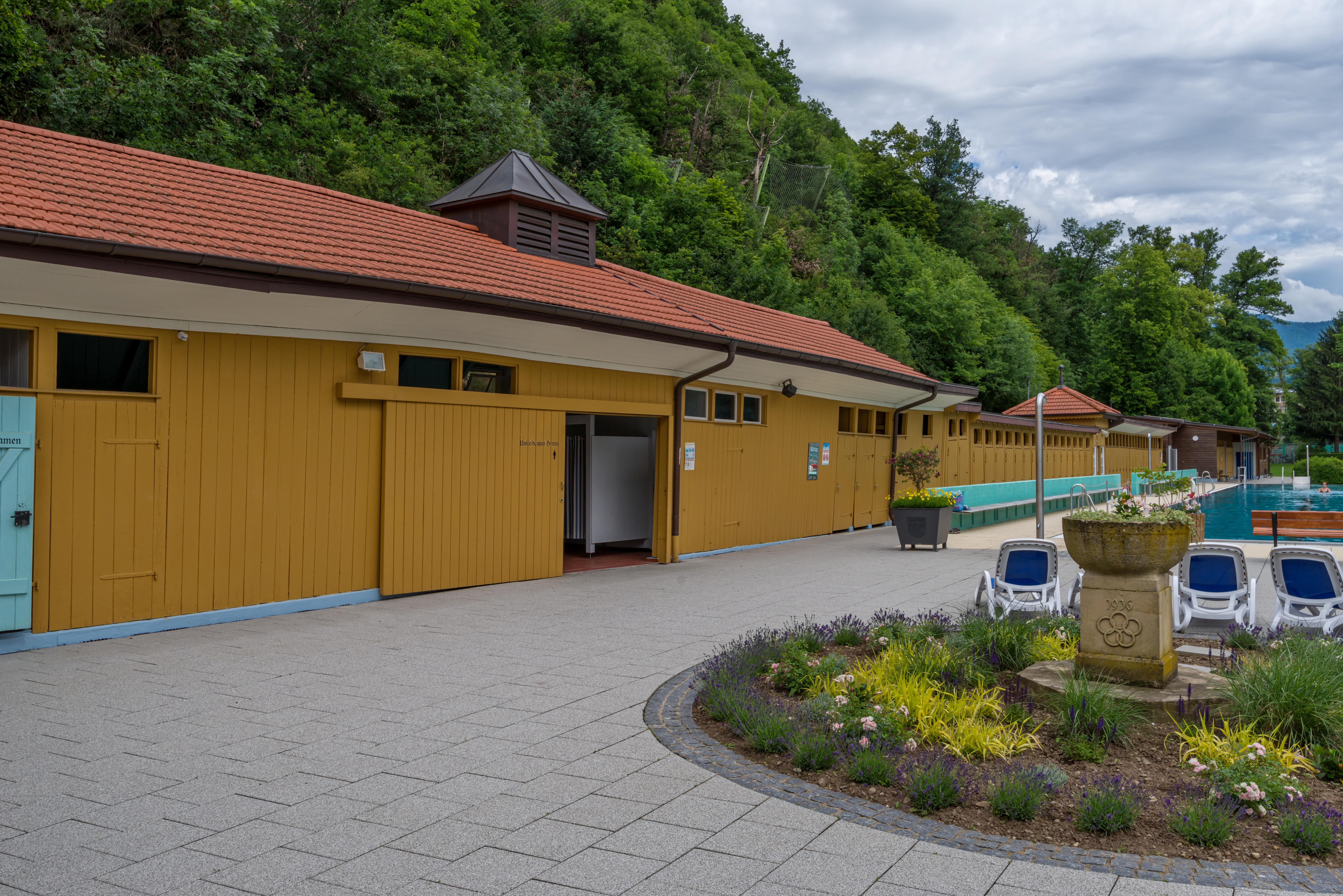
Die Umkleidekabinen des Alemannenbads

Das Alemannenbad ist ein solarbeheiztes Freibad mit großer Liegewiese. Nach dem Lorettobad in Freiburg ist es das älteste Freibad in Baden-Württemberg. Die Bauten des Eingangsbereichs und die Umkleidekabinen stehen unter Denkmalschutz. Zur Unterstützung wurde 2003 der Förderverein Alemannenbad Staufen e. V. gegründet. Die Geschichte des Bades ist in einer Online-Veröffentlichung umfangreich dargestellt.

### Erholung
Überregional: historischer Bettlerpfad von Merzhausen (südlich von Freiburg) nach Badenweiler

### Bildung
Das Faust-Gymnasium dient als Oberschulzentrum für das gesamte Einzugsgebiet der Stadt. Die Schule hat rund 900 Schüler die von 90 Lehrkräften unterrichtet werden. Staufen verfügt weiterhin über die Thaddäus-Rinderle-Grundschule, die Außenstellen in Grunern und Wettelbrunn unterhält. Daneben gibt es noch die Lilienhof-Schule (Förderschule), eine Jugendmusikschule, eine Außenstelle der Volkshochschule Südlicher Breisgau sowie die Musikakademie des Bundes deutscher Blasmusikverbände.

## Kultur und Sehenswürdigkeiten

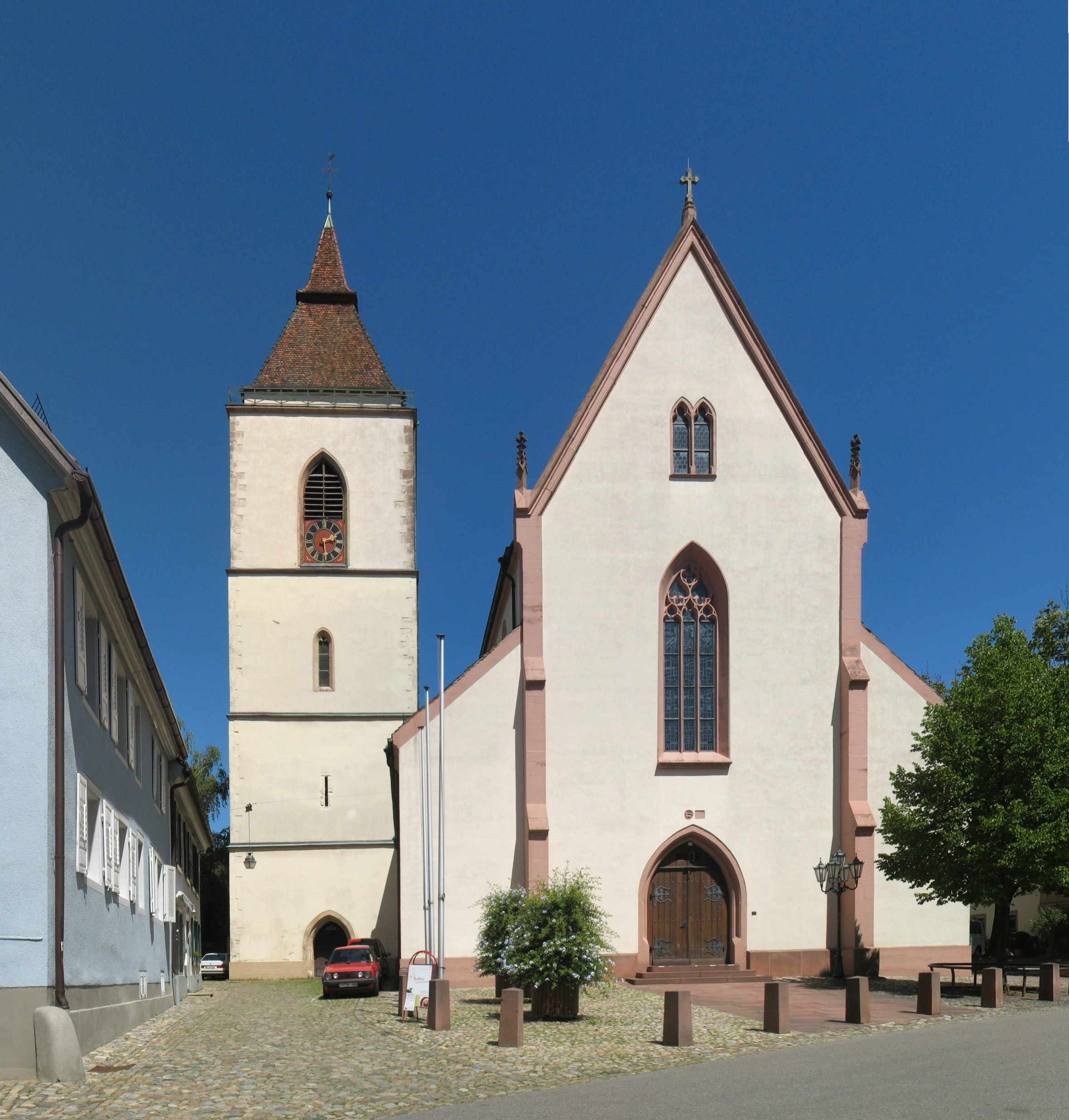
Pfarrkirche St. Martin

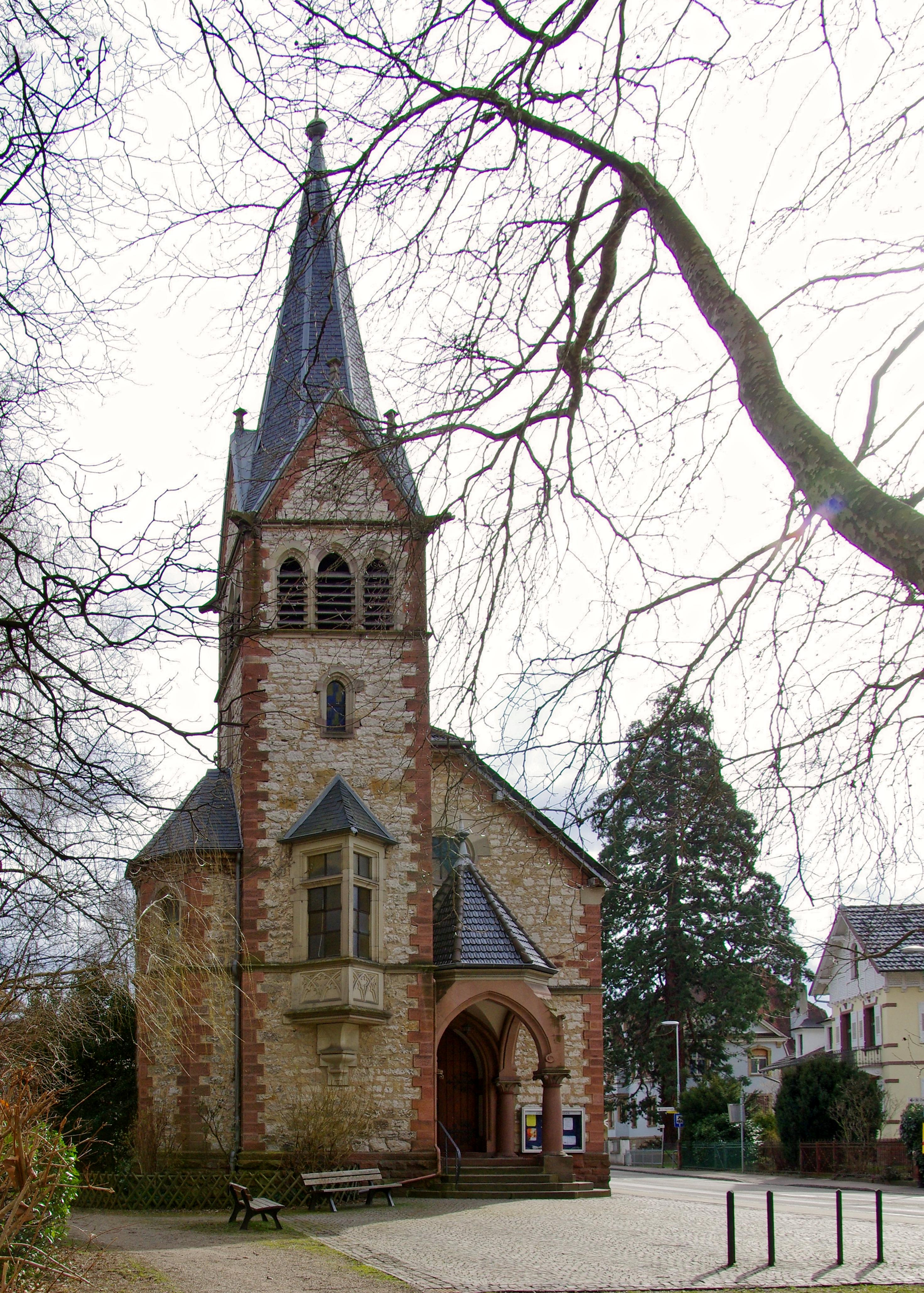
Evangelische Martin-Luther-Kirche

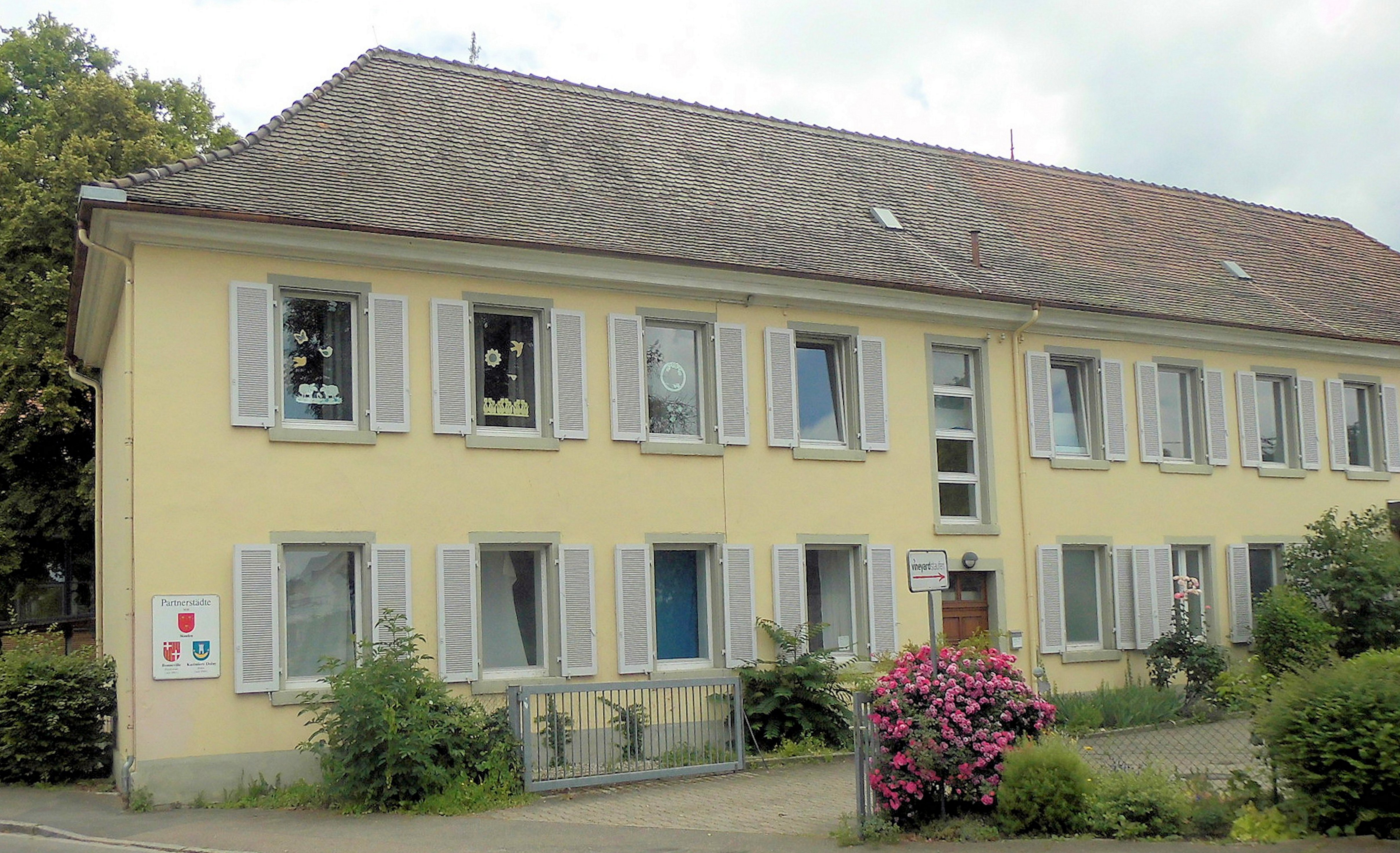
Ehemaliges Kapuzinerkloster

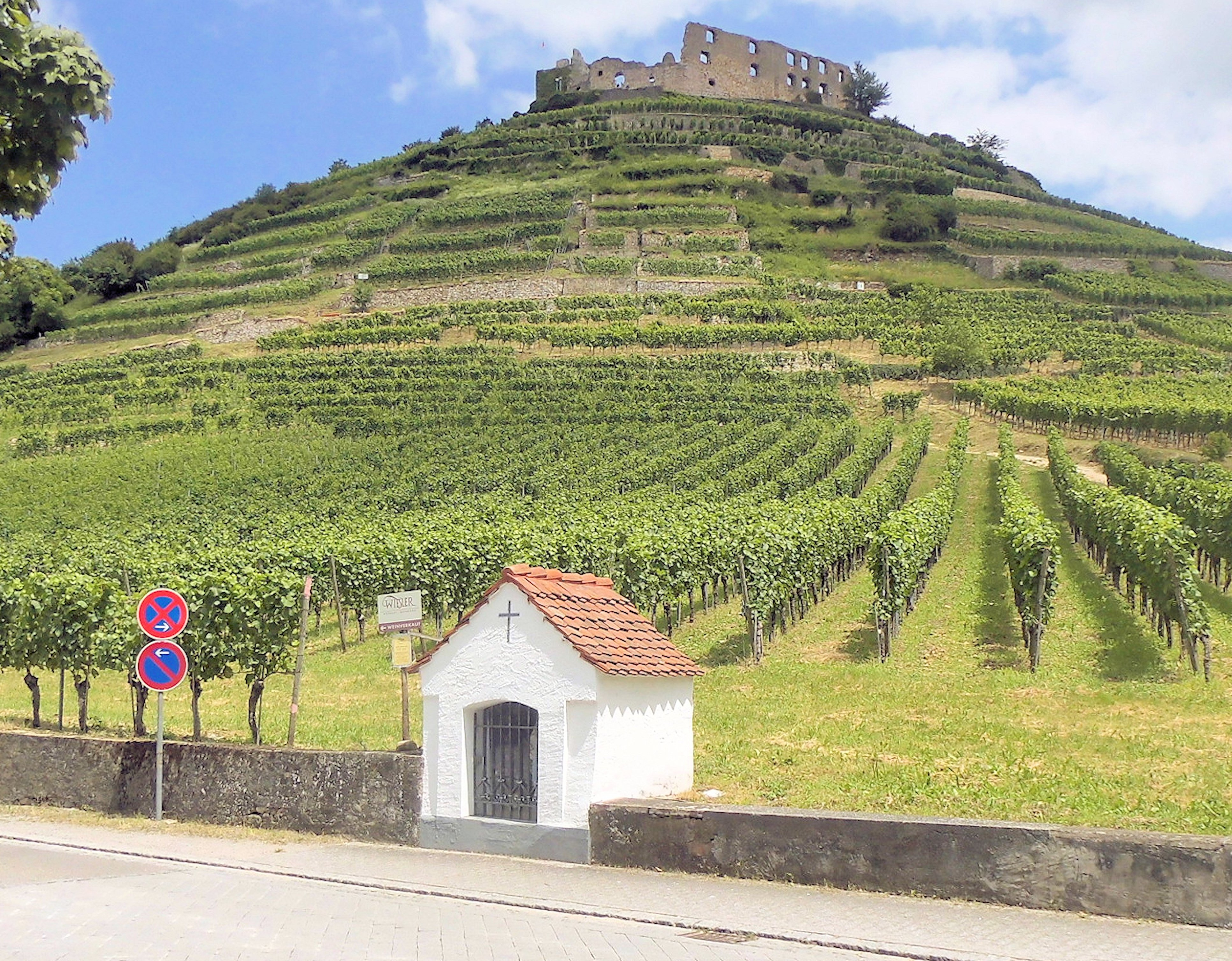
Kapellenbildstock Krozinger Straße

### Kirchen und Kapellen
- Pfarrkirche St. Martin, Kirchstraße 17. Spätgotische, 1518 geweihte, dreischiffige Basilika. Zwei Skulpturen eines trauernden Johannes und einer klagenden Maria werden Hans Multscher zugeschrieben. Aus der Bauzeit werden die Statue der Stadtpatronin St. Anna, eine Pietà und ein Kruzifix aus Föhrenholz teilweise Hans Sixt von Staufen zugeschrieben. Nach dem Dreißigjährigen Krieg wurde die Kirche barockisiert. Erhalten haben sich eine Madonna von Johann Isaak Freitag und die Gemälde St. Josef und St. Anna von Simon Göser. Die neugotische Ausgestaltung von 1870/79 wurde 1956 entfernt und 1993 teilweise wiederhergestellt.[26]
- Evangelische Martin-Luther-Kirche, Münstertäler Straße 1. In der noch unbebauten „Vorstadt“ 1899 für die damalige Diasporagemeinde mit knapp 200 Mitgliedern eingeweihte Kirche mit gotischen Stilelementen.[27]
- Friedhofskapelle St. Sebastian, Wettelbrunner Str. 17.[28] Als Ersatz für den Ende des 16. Jahrhunderts aufgelassenen Friedhof bei St. Martin wurde ein Gottesacker außerhalb der Stadtmauern angelegt. Der älteste Grabstein stammt von 1597. Die spätgotische Friedhofskapelle wurde 1600 eingeweiht. Nach starken Beschädigungen im Dreißigjährigen Krieg wurde sie 1652 instand gesetzt und mit reichen Wandmalereien versehen, die einer Renovierung 1826 zum Opfer fielen, aber abgezeichnet wurden. Nach einer Renovierung im Jahr 1936 wurde das baufällige Gebäude von 1983 bis 2014 umfassend renoviert.[29]
- Magdalenenkapelle, Krozinger Straße 1 a. 1586 als Leprosenhauskapelle errichtet und nach einem Brand 1738 in heutiger Form wieder aufgebaut. 1827 Verkauf und Umwandlung in ein Waschhaus und eine Brennerei. Seit 1996 Eigentum des Arbeitskreises Staufener Stadtbild e. V., der drei Jahre später nach der Renovierung die Wiedereinweihung feierte.
- Gotthardkapelle, Bötzenstraße 67. Erste Erwähnung 1352 als Krozinger Filialkirche „ad sanctum Gothardum“. Zunächst als Leprosenkapelle genutzt, wurde sie nach dem Bau der Johanneskapelle zur Einsiedelei. Hier befindet sich seit 1896 der Barockaltar aus der Magdalenenkapelle, der zwischenzeitlich in der Sebastianskapelle untergebracht war.
- Johanneskapelle, auf dem Dürenbuck, St.-Johannes-Kapelle 1. 1685 von dem Eremiten Johannes Willi errichtet, nachdem dieser die St. Gotthardkapelle verlassen musste. Seit 2003 Eigentum des Arbeitskreises Staufener Stadtbild e. V., der zwei Jahre später grundlegende Renovierungsarbeiten abschloss. Die Kapelle wurde von der Denkmalstiftung Baden-Württemberg zum Denkmal des Monats November 2004 ernannt.
- Gefallenenkapelle St. Josef, Bötzenstraße 39. Etwa 1760 vom Hofbauern Schlegel erbaute Andachtskapelle des Barock. Nachdem sie jahrzehntelang nicht mehr ihrem Zweck gedient hatte, verfiel sie nach dem Zweiten Weltkrieg, weil ihre Dachziegel nach dem Bombenangriff auf Staufen für den Wiederaufbau verwendet wurden. Schließlich kaufte die katholische Pfarrgemeinde das Grundstück mit der Kapelle und weihte sie am 22. Juni 1952 als christliche, nicht martialische Gedächtnisstätte für die Opfer beider Weltkriege. In der schlichten Kapelle befindet sich noch ein Tafelbild des Hl. Josef aus der Zeit um 1760; die weiteren barocken Ausstattungsstücke, ein Rundrelief der heiligen Dreifaltigkeit und ein geschnitztes Brustbild von Gottvater, sind in die Pfarrkirche St. Martin übertragen worden.[30]
- Kapellenbildstock Krozinger Straße, am Fuß des Schlossbergs. Am Ende des 19. Jahrhunderts von der Familie des Bauunternehmers Wehrle zur Aufnahme einer Lourdes-Madonna errichtet, die von einer Familie Midelet aus Paris gestiftet worden war. 1999 und 2017 renoviert.[31]

Grunern:

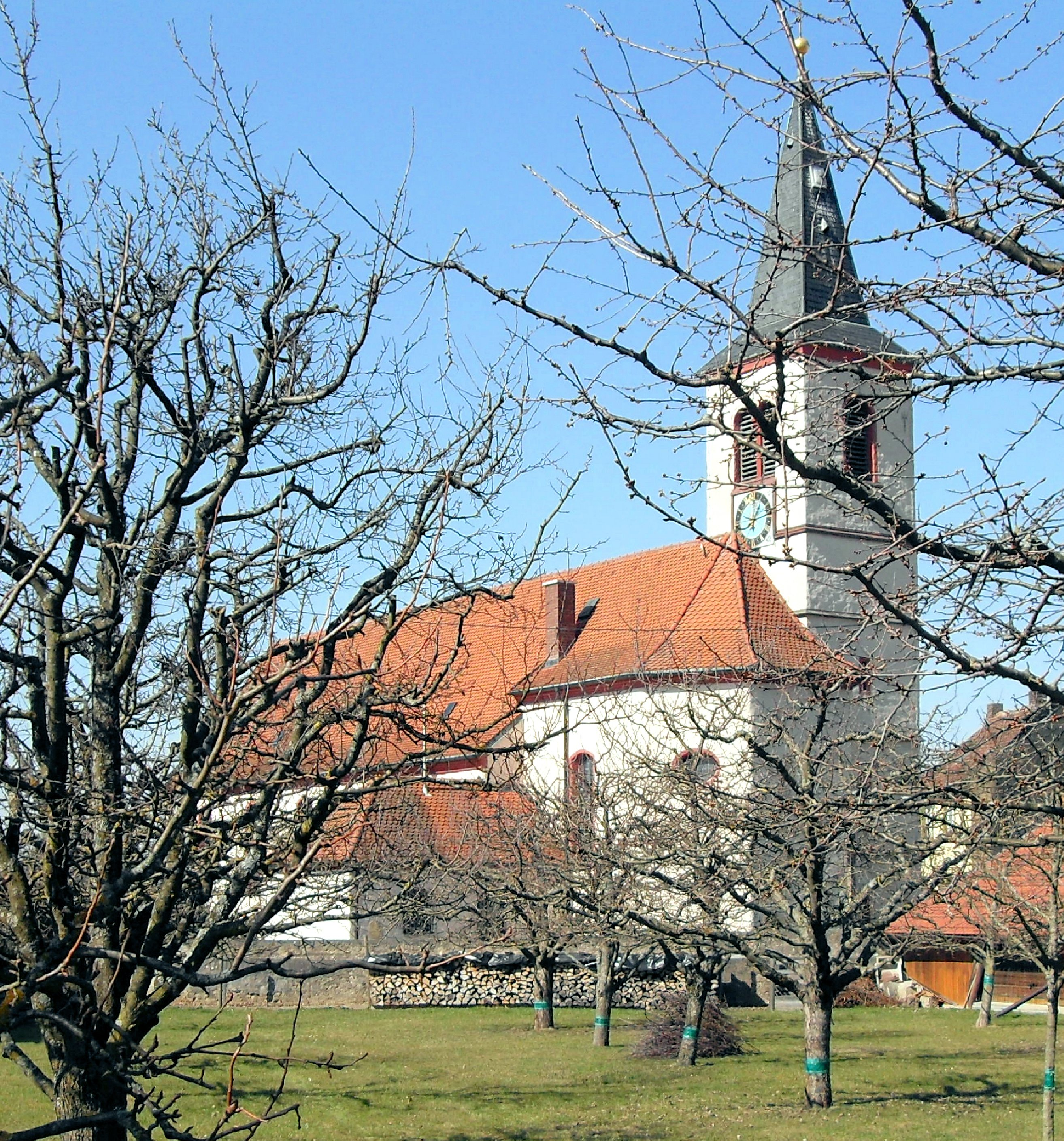
Pfarrkirche St. Agatha, Grunern

- Pfarrkirche St. Agatha, Grunern, Dorfstraße 1. Erste Erwähnung 1144. Im Unterbau des Turms befinden sich noch Teile aus dem Mittelalter. Die schlichte, heute neugotisch ausgestattete Kirche selbst wurde 1726 erbaut. Die Kanzel soll aus dem aufgelassenen Kapuzinerkloster Staufen stammen. An der Chornordwand ein Abendmahlsgemälde von Simon Göser aus dem ehemaligen Barockhochaltar.[32]
- Friedhofskapelle Grunern, Altenbergstraße. Erbaut 1869 anlässlich der Verlagerung des Friedhofs von der Pfarrkirche.
- Hofkapelle Schneider in Grunern-Kropbach, Kropbach 4. 1881 als Dank für die Genesung des damaligen Hofbesitzers erbaut. Die Kapelle wird vom Hofeigentümer unterhalten.

Wettelbrunn:
- Pfarrkirche St. Vitus, Wettelbrunn, St. Vitus-Straße 1. Das Langhaus der Kirche wurde 1733 nach einem Brand neu aufgebaut. Dabei wurde der spätmittelalterliche Chor einbezogen. An dessen Südseite steht ein romanischer Turm mit barocker Aufstockung.

### Theater
Über die Region hinaus bekannt ist Auerbachs Kellertheater (Auf dem Rempart 7). Das 1987 von Eberhard Busch („Ich möchte intelligentes und kein intellektuelles Theater machen“) begründete Privattheater befindet sich seit 1989 in einem alten Gewölbekeller, einem ehemaligen Schnapslager der Firma Schladerer, unter dem früheren Goethe-Institut und bietet Platz für 99 Besucher.

### Museen

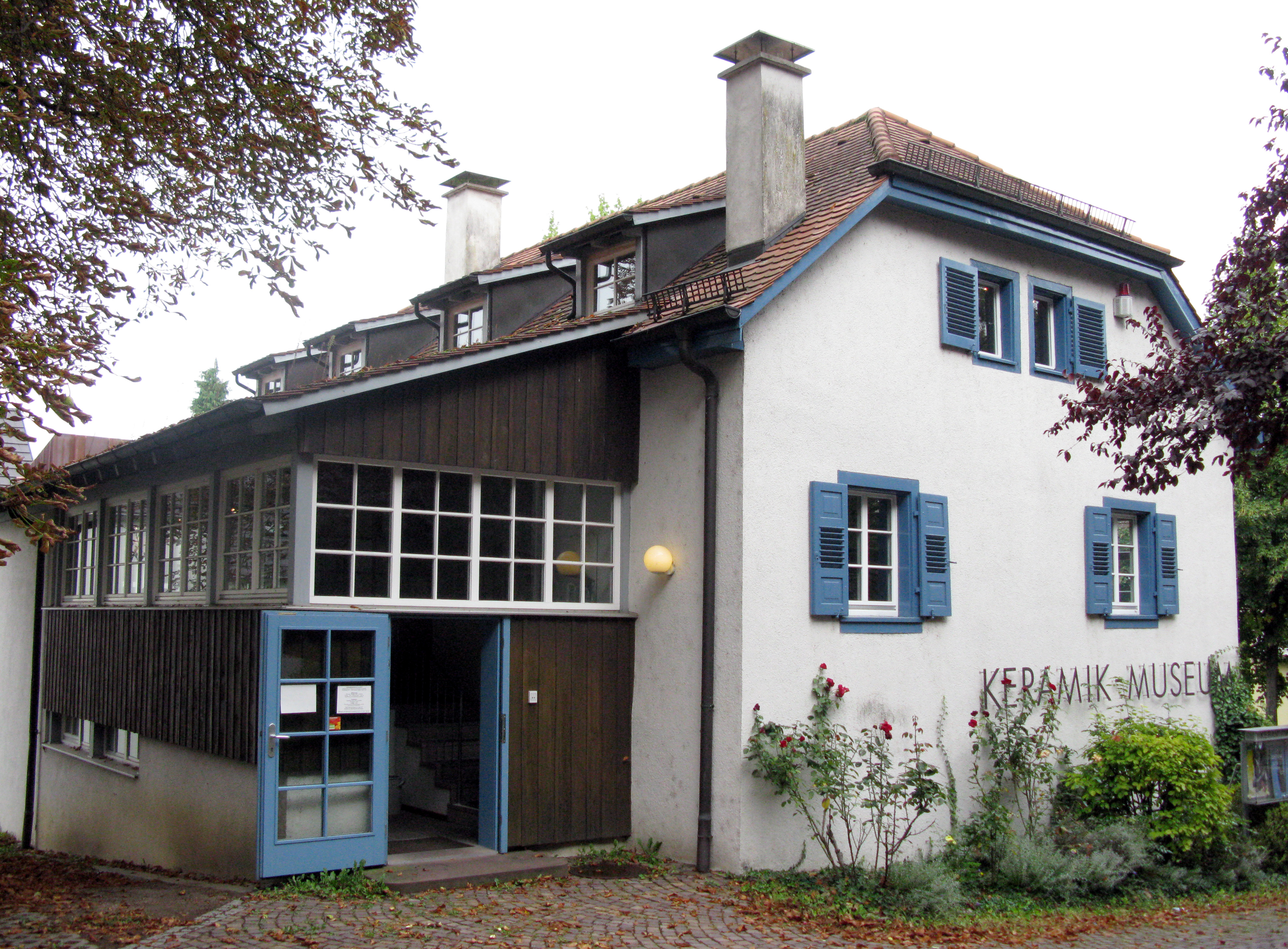
Keramikmuseum

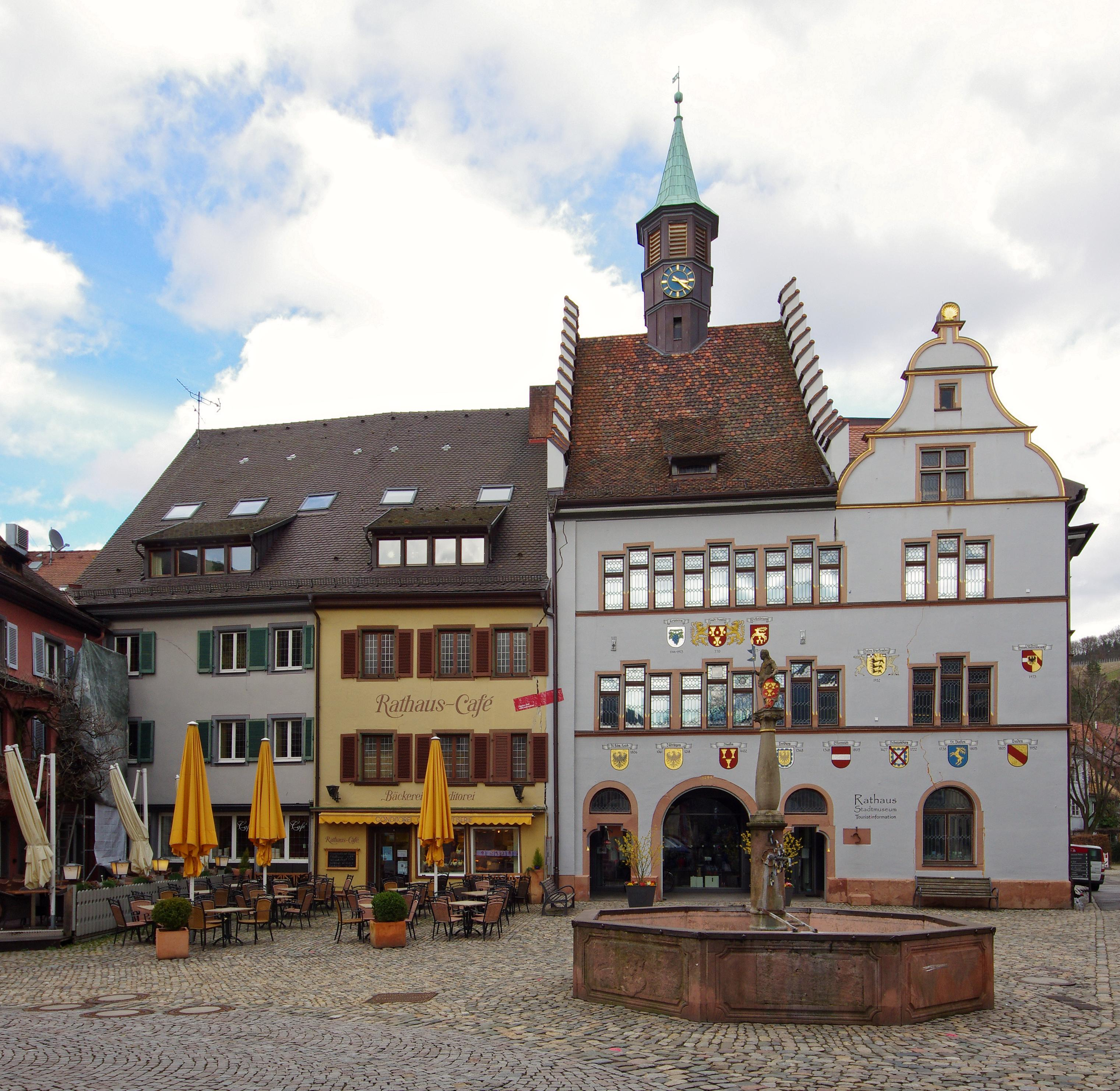
Rathausplatz

- Das Stadtmuseum ist im historischen Rathaus untergebracht. Schwerpunktthemen sind: die Mittelalterliche Stadt, der Silberbergbau, Hans Sixt von Staufen, die Geschichte von Dr. Johann Georg Faust und die Badische Revolution von 1848.
- Die literarische Dauerausstellung Peter Huchel – Erhart Kästner[35] ist vom Deutschen Literaturarchiv Marbach im Stubenhaus eingerichtet.
- Das Keramikmuseum Staufen[36] ist eine Außenstelle des Badischen Landesmuseums in Karlsruhe. Neben der im Original erhaltenen Töpferwerkstatt[37] im Haus mit Tongrube, Scheibe, Glasurmühle und denkmalgeschützten Holzbrennöfen gibt es Wechselausstellungen auch mit zeitgenössischer Keramik, die auch erworben werden kann.
- Das Tango- und Bandoneonmuseum[38] wurde im Juli 2014 in einem Raum des Kapuzinerhofs eröffnet. Es präsentiert die bekannte Sammlung Konrad und Axel Steinhart (Kirchzarten) mit 450 Bandoneons und zahlreichen Exponaten zum Thema.
- Das technische Denkmal „Fark’sche Werkstatt“[39] in der Bahnhofstraße, eine Maschinenbau- und Schlosserwerkstatt aus der Frühzeit des Maschinenbaus, nur auf Anfrage geöffnet.

### Bauwerke

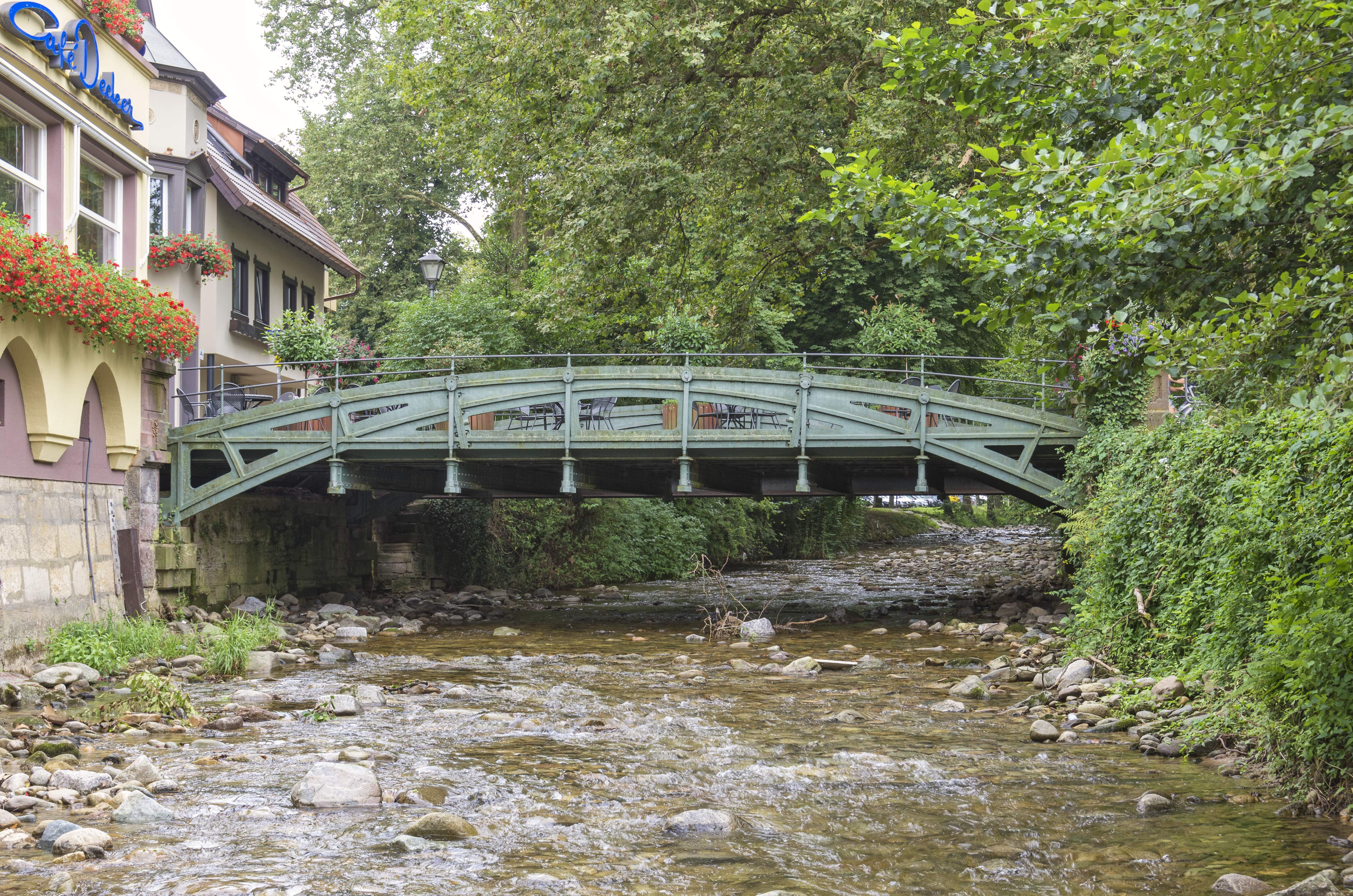
Die gusseiserne Neumagenbrücke

- Die meisten Gebäude in der Altstadt von Staufen sind als einfache bzw. normale Kulturdenkmale gemäß § 2 DSchG erfasst. Neben einzelnen Kulturdenkmalen von besonderer Bedeutung gemäß § 12 DSchG im Denkmalbuch steht zudem die Gesamtanlage „Historischer Stadtkern Staufen“ gemäß § 19 DSchG als „Bild der Altstadt“ unter Denkmalschutz.[40] Zu einigen Gebäuden hat das Stadtarchiv Staufen umfangreiche Darstellungen veröffentlicht.[41]
- Von weitem ist die sich über die Rheinebene erhebende Ruine der Burg Staufen sichtbar. Die Burg kann besichtigt werden und wird nachts hell angestrahlt. Die Ruine ist heute im Besitz der Stadt Staufen.
- Die Gusseisenbrücke über den Neumagen, im Volksmund auch Deckerbrücke genannt, da das gleichnamige Café Tische und Stühle auf dieser Brücke aufstellt. Diese Brücke steht unter Denkmalschutz und ist die letzte erhaltene gusseiserne Straßenbrücke in Deutschland.[42][43][44][45]
- Das Gasthaus zum Löwen wurde 1407 erstmals urkundlich erwähnt und soll das drittälteste Gasthaus Deutschlands sein. Mitte des 15. Jahrhunderts gehörte das Haus dem Kloster St. Trudpert in Münstertal. Erst 1620 ist es jedoch unter seinem heutigen Namen urkundlich bestätigt. Das denkmalgeschützte Gasthaus ist bekannt für seine Faustlegende (siehe unten). Das Faust-Zimmer Nr. 5 gibt es heute noch, wie es um 1900 im Sinne der Faust-Historie gestaltet wurde.  Im Zuge der Badischen Revolution im Jahre 1848 kam es zu einer Schlacht, bei welcher der Löwenwirt, der neugierig am Fenster stand, von einem Querschläger tödlich getroffen wurde. Bei einem Bombenangriff am 8. Februar 1945, bei dem rund 50 Häuser zerstört und 250 beschädigt wurden, blieb das Haus unversehrt.[46]

### Regelmäßige Veranstaltungen

#### Annafest
Das Annafest (Stadtpatroziniumsfest) findet am letzten Sonntag im Juli statt. Die Eucharistiefeier ist auf dem Marktplatz mit anschließender Prozession. Anschließend ist Volksfest bis Montagabend.

#### Musikwoche
Ende Juli bis Anfang August wird alljährlich die Staufener Musikwoche veranstaltet, zu der aus weiten Teilen Deutschlands Besucher und Musiker anreisen. Im Mittelpunkt der Konzerte steht klassische Musik vom Mittelalter bis zur Wiener Klassik. Teil des Programms ist auch ein während der mehrstufigen Kurswoche erarbeitetes Abschlusskonzert. Das Musik-Festival wurde 1949 von Ernst Duis und dem damaligen Bürgermeister Eckart Ulmann gegründet.

#### Markgräfler Weinfest
Am ersten Augustwochenende findet das Markgräfler Weinfest statt. In den Lauben bewirten Winzergenossenschaften und Weingüter aus dem gesamten Weinbaubereich Markgräflerland. Anlässlich des Festes wird auch die Markgräfler Weinprinzessin gekürt.

#### Staufener Zeitreise
Seit 2003 bietet die Zeitreise am dritten Septemberwochenende die Gelegenheit, sich in einem großen Spektakel in die Vergangenheit der Stadt zurückzuversetzen. Die ganze Stadt wird zur Freilichtbühne, auf der über 800 Mitwirkende Szenen aus der Stadtgeschichte darstellen.

#### Kulturwoche
Diese Veranstaltungsreihe im Oktober hat ein jährlich wechselndes Grundthema, zu dem Vorträge, Vorführungen, Konzerte und andere Veranstaltungen stattfinden.

#### Altstaufener Weihnachtsmarkt
Am ersten Samstag im Dezember findet in der ganzen Altstadt der Weihnachtsmarkt statt.

#### Naturdenkmale

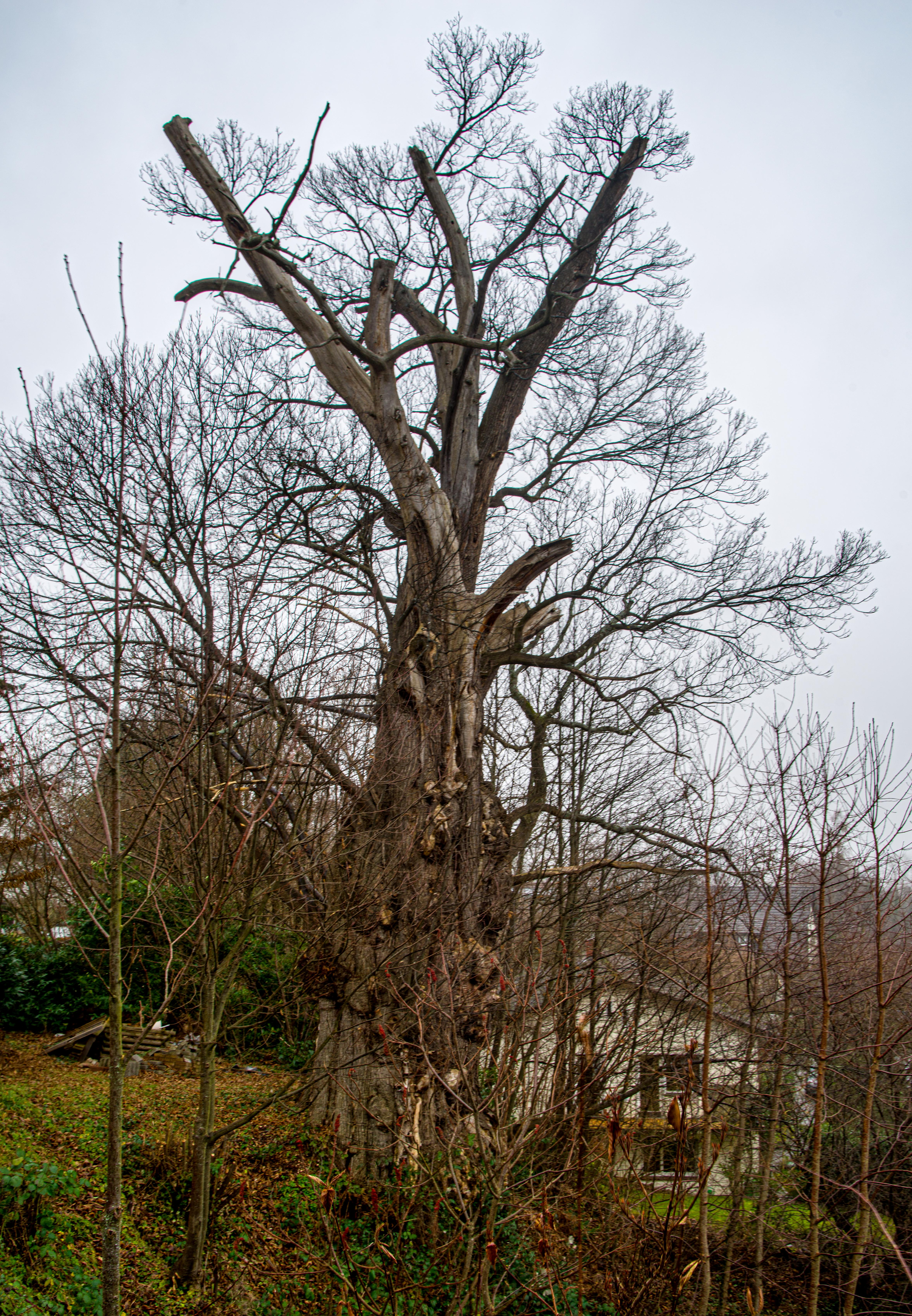
Die Edelkastanie im Dezember 2021

Eine etwa 300 Jahre alte Edelkastanie in Staufen gehört mit einem Stammumfang von 8,57 m (Stand 2011) zu den Esskastanien mit dem größten Umfang in Deutschland.

## Persönlichkeiten

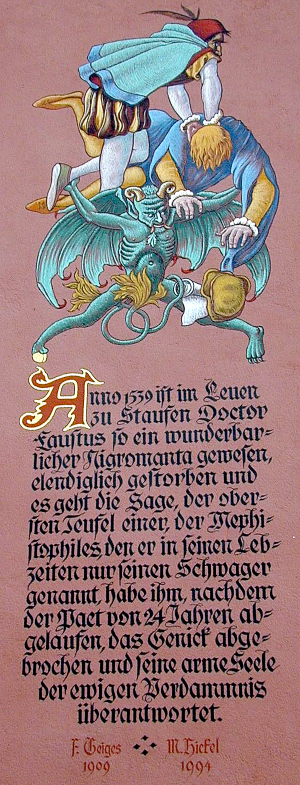
Inschrift am Gasthaus Löwen in Staufen

### Söhne und Töchter der Stadt
- Walter Barth (1911–1945), Widerstandskämpfer gegen das NS-Regime
- Franz Xaver Bernauer (1768–1831), Orgelbauer
- Hans Joachim Faller (1915–2006), Richter des Bundesverfassungsgerichts von 1971 bis 1983
- Joseph Frick (1806–1875), Mediziner, Pädagoge und Mitglied der Zweiten Kammer der Badischen Ständeversammlung
- Ignaz von Gleichenstein (1778–1828), Jurist und enger Freund von Ludwig van Beethoven
- Elmar Gutmann (* 1952), Musiker, Schauspieler, Synchronsprecher
- Johann Baptist Haas (1732–1791), Kupferstecher
- Hans Hildebrandt (1878–1957), Kunsthistoriker
- Johann Baptist Metzger (1771–1844), Kupferstecher und Kunsthändler in Florenz; vermittelte bedeutende Werke italienischer Maler in die Münchener Pinakothek
- Thaddäus Rinderle (1748–1824), Mathematikprofessor und Uhrenbauer
- Michael Sattler (um 1490–1527), Benediktinerprior und späterer Täuferführer und Märtyrer (siehe auch Michael-Sattler-Friedenspreis)
- Wolfgang Schäfer (* 1945), Chorleiter
- Hans Sixt von Staufen, Bildschnitzer und Steinmetz, tätig um 1515–1532 in Staufen und Freiburg. Werke: Locherer-Altar im Freiburger Münster, Herrscherfiguren am Freiburger Kaufhaus
- Kurt Thoma (1901–1971), Kapitän zur See der Kriegs- und Bundesmarine
- Kurt Wehrle (1905–1976), Verwaltungsjurist, NS-Polizeipräsident, SS-Standartenführer und Landrat des Landkreises Emmendingen von 1953 bis 1970
- Heidi Wiesler (* 1960), Skirennläuferin

### Mit Staufen verbunden
- Johann Georg Faust (um 1480–um 1541), Wunderheiler, Alchemist, Magier, Astrologe und Wahrsager

Staufen schmückt sich mit der Bezeichnung Fauststadt. Der verschuldete Burgherr Anton von Staufen soll nämlich den sagenumwobenen Alchemisten, Astrologen und Schwarzkünstler, der von Johann Wolfgang von Goethe in der Tragödie Faust (1790) beschrieben wird, als Goldmacher angestellt haben. Faust soll im Jahr 1539 im Zimmer Nr. 5 im Gasthaus zum Löwen (am Marktplatz) bei einer Explosion, wohl bei einem alchemistischen Experiment, ums Leben gekommen sein. Davon berichtet eine Inschrift an der Fassade des Gasthauses:
Anno 1539 ist im Leuen zu Staufen Doctor Faustus
so ein wunderbarlicher Nigromanta [Schwarzkünstler] gewesen,
elendiglich gestorben und es geht die Sage,
der obersten Teufel einer, der Mephistopheles,
den er in seinen Lebzeiten lang nur seinen
Schwager genannt, habe ihm, nachdem der
Pakt von 24 Jahren abgelaufen, das
Genick abgebrochen und seine arme
Seele der ewigen Verdammnis überantwortet

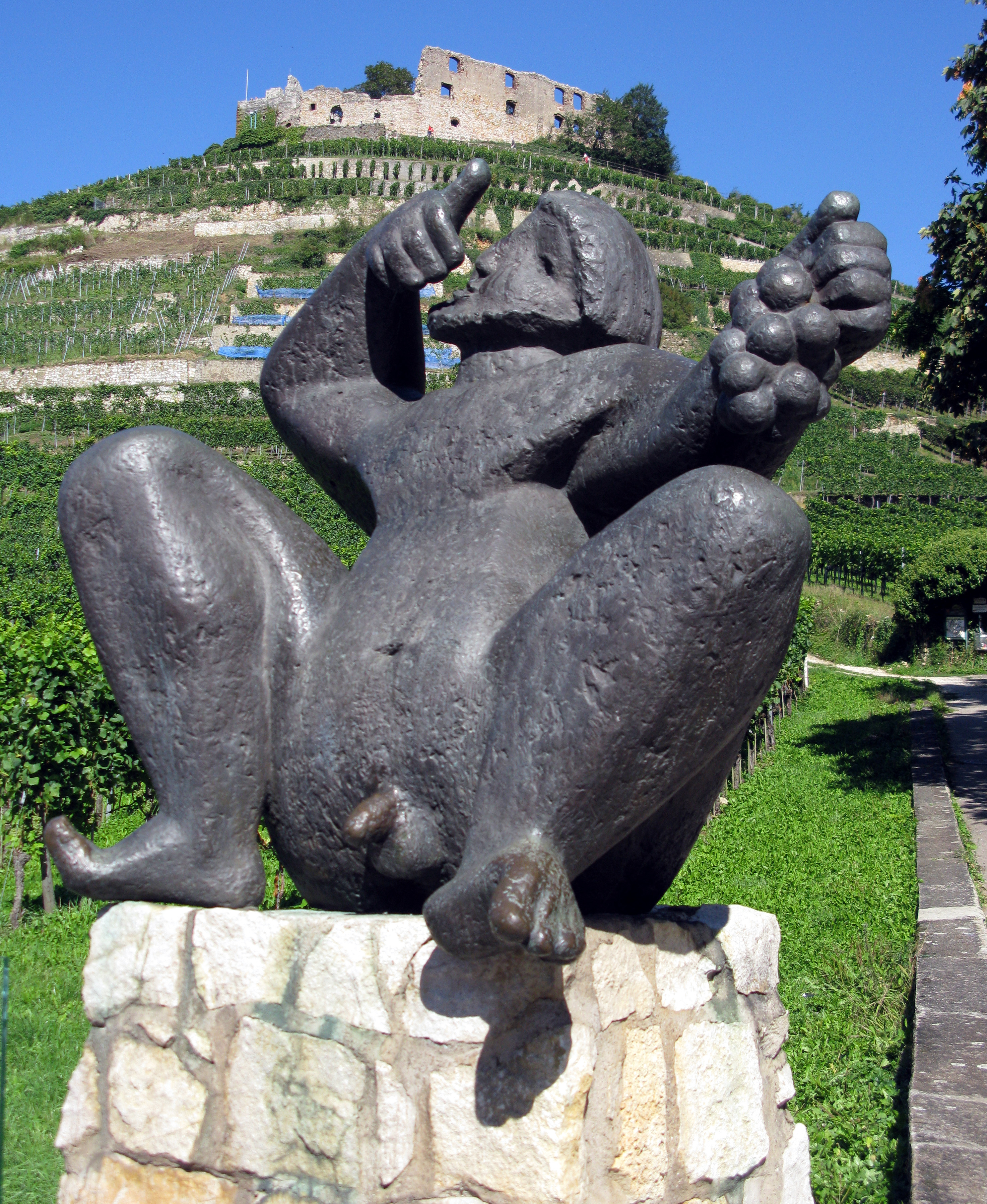
Bacchus von Kurt Lehmann mit Burg

- Johann Peter Hebel (1760–1826), Dichter unter anderem von alemannischen Gedichten und evangelischer Theologe, widmete Staufen eine Strophe seines Gedichts Der Schwarzwälder im Breisgau:

Z’Staufen uf em Märt
henn si, was me gehrt:
Tanz und Wii un Lustberkait,
was aim numme 's Herz erfreut,
z’Staufen uf em Märt!
(In Staufen auf dem Markt gibt es, was man nur möchte: Tanz, Wein und Lustbarkeiten, was immer das Herz erfreut.)
- Thommie Bayer (* 1953), deutscher Schriftsteller, Musiker und Maler, lebt in Staufen
- Blasius Bernauer (1740–1818), Orgelbauer
- Hoimar von Ditfurth (1921–1989), Professor für Psychiatrie und Neurologie, freier Wissenschaftsjournalist, lebte die letzten Jahre vor seinem Tod in Staufen und ist dort begraben
- Yannic Han Biao Federer (* 1986), Schriftsteller, in Staufen aufgewachsen
- Adrian Geiges (* 1960), Schriftsteller und Journalist, wuchs in Staufen auf
- Leif Geiges (1915–1990), Fotograf und Reporter, lebte in Staufen
- Ingeborg Hecht (1921–2011), Schriftstellerin und Zeitzeugin, lebte 1943–1948 in Staufen, wo sie auch beerdigt ist
- Hellmut Holthaus (1909–1966), Zeitschriftenredakteur und Schriftsteller, in Staufen gestorben
- Peter Huchel (1903–1981), deutscher Dichter (Lyrik), wohnte die letzten zehn Jahre seines Lebens in Staufen
- Erhart Kästner (1904–1974), deutscher Schriftsteller und Bibliothekar, lebte von 1968 bis zu seinem Tod in Staufen, wo er auch beerdigt ist
- Dominik Kalata SJ (1925–2018), slowakischer Geistlicher und Bischof, lebte seit 1976 im Ortsteil Grunern
- Kurt Lehmann (1905–2000), deutscher Bildhauer, lebte von 1970 bis 1998 in Staufen, wo mehrere Werke von ihm im öffentlichen Raum zu sehen sind
- Alois Schnorr (1896–1962), Bankier, Politiker, Bürgermeister von Staufen 1945/46
- Klaus Tiedemann (1938–2018), Rechtswissenschaftler, Professor für Strafrecht, Lehrstuhlinhaber in Gießen und Freiburg im Breisgau, lebte in Staufen
- Matthias Warnig (* 1955), Ex-Stasi-Hauptmann, Lobbyist, Manager und Vertrauter von Russlands Staatschef Wladimir Putin, lebt in Staufen
- Jörg Weigand (* 1940), Schriftsteller, lebt in Staufen

### Ehrenverdiente Bürger
- Herbert Rinderle (* 1940), Ehrenbürger Staufens,  46 Jahre Gemeinderat, Kreistagsmitglied, zahlreiche Ehrenämter[51]
- Karl-Eugen Graf von Hohenthal (* 1939), 32 Jahre Bürgermeister, Ehrenbürger Staufens[52]
- Lotte Stolz (1931–2019), 64 Jahre Bahnhöfle-Wirtin, Trägerin Ehrenmedaille Stadt Staufen, von Bundespräsident Weizsäcker geehrt als verdiente Bürgerin, ausgezeichnet als Südbadnerin des Jahres 2005[53][54]
- Max-Carl Müller (1927–2023), Ehrenbürger Staufens, 35 Jahre Gemeinderat und 18 Jahre stellvertretender Bürgermeister, Verdienstmedaille Land Baden-Württemberg, Bundes-Verdienstkreuze am Bande und erster Klasse. Ehrenpräsident Steuerberaterkammer Südbaden, ehrenamtlicher Geschäftsführer Sozialstation Südlicher Breisgau, Förderer Alten- und Pflegeheim St. Margarete[55][56]